# ギャグマンガ日和の登場キャラクター
ギャグマンガ日和の登場キャラクター（ギャグマンガびよりのとうじょうキャラクター）では、漫画・アニメ作品『ギャグマンガ日和』に登場するキャラクターをシリーズごとに記載する（一部ストーリーついての記述も含む）。

## 歴史・偉人・おとぎ話などのパロディ系

### 飛鳥時代以前

#### 夢-赤壁の戦い-
読み切り作品。第49回赤塚賞準入選作品。
劉備玄徳（りゅうびげんとく）
中国に実在した人物。天下統一という夢のため、中国史の中でも有名な戦いである「赤壁の戦い」で、孫権（金星人）と手を組んで曹操（火星人）を倒そうとする。しかし人間関係に恵まれておらず、三顧の礼で迎えたはずの軍師・孔明や義兄弟の関羽などの部下達に馬鹿にされている。唯一玄徳の戦力として与えられた兵士一名は餓死寸前の死に体ながら玄徳を慕っているほか意識が朦朧としながらも孫権の正体を正しく認識している等まともだが、赤壁の戦い時にろくに戦えないまま死亡した。就寝時にエミリーという人形を愛用しており、自分の裏声で声を演じている。
孫権（金星人）、曹操（火星人）
実在した歴史的人物。劉備玄徳が孫権の元を訪れた時には、既に宇宙人が軍を支配していた。容姿は宇宙人そのものなので不審に思う人間もいたが、そのことを口にした人間は一人残らず脳改造による洗脳を受けている。

#### 女王卑弥呼VS宇宙人
卑弥呼（ひみこ）
占いで邪馬台国を統べる実在した人物。邪馬台国を支配しようとした宇宙人「うんこ星人」に拘束されるが、王の座を渡すまいと呪術（苦手）や自称呪術のローキック「ヒミコフラッシュ」で死闘を繰り広げた。前者の呪術ではなぜか姉の様子を見に来た卑弥呼の弟に術がかかり、弟は吹き飛ぶ、髪の毛が全部抜ける、床に押しつぶされる、顔中から血が吹き出るといった目にあった。最終的にうんこ星人がネット通販で購入した品物を届けに来た配達星人ハイタッツ（バイト）を戦いに巻き込み、結局卑弥呼、うんこ星人共々ハイタッツに敗れ、王の座を彼に奪われた。
うんこ星人（うんこせいじん）
頭に「うんこ」がのっている生物。国を支配しようと卑弥呼に「うんこ」をなげつけ捕らえたが、卑弥呼と一緒にハイタッツに殴られ失敗に終わる。
ハイタッツ
宇宙宅配便で働いている。うんこ星人が注文した商品を届けに来た。アルバイトを辞め、二人を殴って王の座を奪う。
卑弥呼の弟
卑弥呼の言葉を伝え、姉とともに政治を担っていたとされる。

### 飛鳥時代近辺シリーズ

#### 飛鳥文化偉人シリーズ
聖徳太子（しょうとくたいし）
声：前田剛
実在した人物。青いジャージを着用している。
作中では倭国の「アホ摂政」で、ろくに仕事もしていない。そのせいで朝廷内の人間からかなり馬鹿にされており、「くさいから」という理由で勝手に遣隋使のメンバーに加えられ、朝廷から体よく追い出された。冠位が最下位の人間や、朝廷で一番弱いとされる人間にまで馬鹿にされる始末。しかし国書を書いた時など、ごく稀にまともに倭国の未来を考えることもある。
史実の聖徳太子とは違い独身で彼女なし。犬が好き。子犬をブリーダーから献上され「雪丸」と名付けた。好きな食べ物はカレー。「黒駒」という黒い馬を持っているが全く懐かれておらず、度々落馬する。
「フライング摂政ポセイドン」「湯のみマッスルアタック」などの意味不明な技を持ち、ボディーアタックの数は48種にも及ぶ。必殺技は「飛鳥文化アタック」。
キャラクター人気投票では1位に輝いた。第二回人気投票では松尾芭蕉に僅差で敗れ2位。
小野 妹子（おのの いもこ）
声：竹本英史（1期・2期・GO）、名塚佳織（3期・+）
実在した歴史的人物で遣隋使の一人。太子に赤いノースリーブのジャージを無理やり着させられている。普段着は緑色の朝廷服。
太子のせいでたった2人で隋へ行く羽目になり、帰国後も太子との縁は切れていない。太子の行動には困り果てているが、命令とあらば従わぬわけにはいかないのでしぶしぶ付き合っていた。しかし、途中で「慣れれば面白いのかも」と考えるようになった。また、落ち込んでいる太子を慰めるなど優しい一面も持ち、基本的に人が良いため太子につけこまれている。愛馬は小野デラックス。
毎日腹筋と腕立て伏せ30回を欠かさずこなしており、太子の「飛鳥文化アタック」や、投げられた湯呑みなどを避けることができた。その一方で太子に腹を槍で刺されたことがある。その後はもちろん反撃した。
キャラクター人気投票の順位は第一回、第二回ともに3位。
蘇我馬子（そがの うまこ）
実在した歴史的人物。史実では聖徳太子の義父と言われているが、漫画上ではそうした雰囲気は全くない上に、太子を完全に舐めており、本人に向かって「臭い」と単刀直入に言い放つなど、非常に冷たい。聖徳太子を遣隋使へ参加させる運動の中心となった。朝廷内で聖徳太子の体臭についてアンケートを行ったり、太子の尺を使って太子の尻を引っ叩いた事もある。
フィッシュ竹中（ふぃっしゅたけなか）
声：うえだゆうじ
太子の数少ない友人の一人。後頭部が魚になっている。晴れの日以外は基本的にしめっている。太子との交流で度々ひどい目にあっているが、それでもいまだに仲良くしている。レッグ・ウォーマーさんの遠い親戚らしい。
妹子のことは太子から間違えた名前を教えられ、「小野イナフ」と呼んでいる。
第二回人気投票7位。
鞍作 福利（くらつくりの ふくり）
実在した人物。イカダで自分の乗っていた船に追いついた太子と妹子を見分けるため、1つの難問を出した。その内容は12歳の時の春、片想いのミキちゃんに告白したがあえなく玉砕し、悶絶の末失禁した。その際腹いせにミキちゃんの兄の縦笛をこっそり舐めたが、これは勇気がなかったため兄の笛で妥協するしかなかったとのこと。その後、太子が船で火災騒ぎを起こしたため、他の遣隋使や船員と共にイカダで逃げるが、定員オーバーになった為、乗り遅れた太子を見捨てて、日本に引き返した。
毒妹子（どくいもこ）
太子達が隋の農民の家から騙し取った馬。名前の由来は「万引きをする時の妹子のような毒々しい目つきをしているから」とされ、太子が名付けた。太子が余りにも無茶な乗り方を妹子にさせたため、過酷な労働に耐えかね隙を見て全力で逃走した。
馬（毒妹子）の主人
隋のとある村に孫娘と二人で暮らしている。太子のものとは逆にムッチリしているムッチリラリアットが自慢だが、年のため頭が弱っている。太子よりいくらか常識的な性格だが、やはりどこかおかしな部分がある。
そんな祖父とは対象的に、孫娘は真面目で、頭が回る。
武器屋の主人
隋にある武器屋の主人。自分の店に泊まろうとした上に自分の店の机に「エロス」と彫った太子達の図々しさにうんざりしていた。そのうんざり具合は店を出て行ってくれるなら食料も武器も譲渡する気だった程。
煬帝（ようだい）
声：矢部雅史
隋の皇帝でタコのような姿をしている。倭国の人間のことを「ジャップ」と呼び見下している。
正体は国民の記憶を操って人間になりすましていたタコタコ星人。唯一の弱点は塩であり、太子と妹子がお土産で持ってきた塩によって消滅した。彼の死後、国民の記憶は解け、本物の皇帝は長安の地下牢獄で発見された。
裴 世清（はい せいせい）
声：うえだゆうじ
実在した人物。隋から倭国に来た使臣。太子のことを大物だと思っており、面会前は緊張していた。太子とは2回ほど面会するが彼の意味不明な行動（1度目は、彼は太子の冠の先っちょを一瞬だけ見た程度でまともに面会すらできず、2度目は面会できたが太子は一発ギャグを披露した後、またもや逃げ出した）に唖然とする。
ゴーレム吉田（ごーれむよしだ）
太子の数少ない友人の一人。心身共に岩のような人物。だが性格は頑固というわけではなく、本人によればかなり物分かりがいい方であるとのこと。
他ノ事考輝（ほかのこと かんがえてる）
飛鳥一武道会の審判として太子が呼び寄せた人物。常に他のことを考えている。
調子丸（ちょうしまる）
あらゆる部分の調子が悪くなりやすい。
THE健脚くん（ザけんきゃくくん）
声：内藤玲
太子と妹子が富士山に登った時に遭遇した人物。とても健脚で人を見つけてはすぐに自慢の足の筋肉を見せ付けてくるが、それが原因で全くモテない。太子と妹子をライバル視するが、最終的には9合目にて妹子の一言により1合目まで滑り落ちていった。
自分がモテないのは「見る目のない女」のせいだと思っていたらしい。
無敵戦士ダイウンガー（むてきせんし ダイウンガー）
聖徳太子が大運河を聞いて思った架空のロボットもの。ロボットの胴体部分には「寿」と書かれている。ロボットを操る主人公は下半身が裸体である。
貧 弱夫（ひん じゃくお）
朝廷内最弱の噂がある人物だが、太子からしつこく武道会を誘われた時は太子の尻を蹴って撃退した。
黒駒（くろこま）
太子の馬で調子丸が飼う。競馬大会で優勝する。太子になついていない。
小野デラックス（おのの デラックス）
小野妹子が所有する愛馬。黒駒とともに「飛鳥ナイトメア」を完成させた。別名「ディープ妹パクト」または「ディープ妹パンツ」である。

#### ちびっこ歴史大冒険
蘇我 入鹿（そがの いるか）
実在した歴史的人物。歴史が大好きな小学生の太一に、年表に2つしか出てこない事を心配され、れきしハカセの協力で630年から何かをするように要求された。太一らが来るまでは天狗になっていたが、自分に何も出来ないことがわかると卑屈な性格になった。しかし、635年、厚底ブーツを履くことに成功した。
岡山太一（おかやま たいち）
歴史が大好きな小学生。しかし得意科目は保健。給食の時間に家からジャムを持参して注意された。蘇我入鹿に会いに行こうと、れきしハカセのタイムマシンを使って飛鳥時代に飛んだ。最後にタイムマシンの料金としてハカセに5億円を請求された。ただし、ビデオ「オッサンの一人暮らし」の感想文を書く事で解消した模様。
れきしハカセ
歴史研究所を営む、歴史が大好きな男性。若者に狩られたせいであらゆる若者を嫌っており、この世にはオッサン以外必要ないと思っている。若き日の蘇我入鹿にも自害を要求した。髪の毛は着脱可能（おそらくかつら）。最後に太一にタイムマシンの料金として5億円を請求した。
シャンプーする男
博士のタイムマシンの乗務員だと思われる人物で、常に上半身裸でシャンプーをしている。

### 鎌倉〜室町時代近辺シリーズ

#### 呪いの刀
源 義経（みなもとの よしつね）
実在した人物。ひどいなで肩で、肩パッドが宝物。物事の聞き間違いが激しい。シャンプーハットを買うつもりが、誤って毛が伸び続ける呪いの刀を購入したため、処分に困っている。さらは毛に取り付かれた。
武蔵坊 弁慶（むさしぼう べんけい）
実在した人物。仕事も友達も無いために人々から刀を取り上げている。たまたま通りかかった牛若丸に刀を押し付けられそうになる。最初は拒否していたが、牛若丸の頭の悪さに共感して共に旅に出る。名前を「皮下脂肪弁慶」と聞き間違えられた。

#### 一休さん
一休さん
声：名塚佳織
実在した歴史的人物。彼のとんちのポーズ（テレビアニメ『一休さん』のものとは全く異なる、ヨガまがいのポーズ）は実は神を呼び出す為の儀式であり、これでとんちの神を呼び出していた。殿様（声：前田剛）に絵の中の虎を捕らえてみよ、と言われとんちの神を呼ぼうとするが、セクハラの神が降りて来て、凄まじい形相で殿様の尻を撫で廻した。
とんちの神
声：内藤玲
度々一休に呼び出されて知恵を貸している神。赤いパンツ一丁で眉毛以外体毛が無い。知恵を貸してはいるがなぜ呼ばれているのかは理解していないらしく、靭帯を痛めたという理由でセクハラの神に代わってもらった。10巻で不良になっていた。
セクハラの神
声：うえだゆうじ
とんちの神の友神。めがねを掛けた無精ひげのむさ苦しい男の姿をしている。こちらも一休に呼ばれている理由は特に理解していない。
パーマヘアの神
とんちの神の母。人間に憑依するとパーマを生やしてしまう。
不良の神
とんちの神にシンナーなどの不良の道を教えた人物。
ひきこもりの神
おでこに『中』という字が書かれている。すぐ家に帰りたがる。いざとなると帰る場所はどこの家でもよくなる。
へりくつの神
『たとえ後ろ向きの人生でも全力疾走できればいいじゃないか。』という考えを持つ。橋の真ん中を通って端は通っていないというへりくつをこいた。

#### 万利休の新茶室
万 利休（まんの りきゅう）
千利休のパロディ。足が弱い。コーヒーを飲むために自分用の茶室を作ったが、大工を執拗に罵倒していたのか、ドアが開かない欠陥住宅になり、中に閉じ込められる。ドアを尻で破ろうとしていたが失敗する。最後は通りすがりの少年たちに助けられたが、彼らがドアを破るために用いた丸太で腹を打たれ、それ以来人間不信になった。

### 戦国時代近辺シリーズ
戦国時代近辺というかなり曖昧な指定であるが、ここでは、作者がこのシリーズと設定したものを指す。

#### 1553川中島の戦い
武田 信玄、上杉 謙信
実在した人物。1553年の川中島の戦いでは一対一でお互いを罵倒しながら勝負を行い、最後は実力を認め合った。

#### 眼帯 -真桃太郎-
伊達 政宗（だて まさむね）
声：矢部雅史
実在した人物。休日用の眼帯と戦用の眼帯を持っている。戦用の眼帯を落とし、ある老夫婦に拾われて遊ばれた。何度もその老夫婦を訪ねるがとことん無視され、代わりにきびだんごをもらった。
老夫婦（声：名塚佳織、うえだゆうじ）
政宗の眼帯を拾った老婆とその夫。眼帯を使って、「政宗ビーム」や「政宗レインボー」といった必殺技を披露する、まるで小学生のような遊びに興じていた。

#### 武蔵のともだち -巌流島の決闘-
宮本 武蔵（みやもと むさし）
実在した人物。巌流島の決闘では、佐々木小次郎から友達がいないことを単刀直入に言われた。愛犬シロにまで拒絶されたため、無理矢理小次郎を友達にした。

#### 風魔小太郎の忍者忍法帳
風魔 小太郎（ふうま こたろう）
北条氏直に仕えていた実在の人物。クナイを投げる練習ばかりする。分身の術を行えるが、反抗的なおっさん6人が出てきてしまう。
北条 氏直（ほうじょう うじなお）
実在した人物。クナイの練習ばかりしている小太郎を見て『クナイ死ね』とまで言った。クナイが胸に3本刺されたが妥協した。

### 江戸時代（前期）近辺シリーズ
曖昧な範囲指定であるが、ここでは、作者がこのシリーズと設定したものを指す。

#### 服部半蔵とついてくる家康
徳川 家康（とくがわ いえやす）
実在した人物。影武者が家康に取って代わるために小手で攻撃してくるため、半蔵によくついて行く。「姉川の戦い」にも1コマのみであるが、再登場した。
服部 半蔵（はっとり はんぞう）
実在した人物。家康の影武者を満足に探せなかった自分に憤り、武田信玄を暗殺しようとしたが、家康に見つかり未遂に終わる。
W影武者
家康の影武者として雇われているが、片言の日本語をしゃべるロシア人と常に体のあちこちを掻くだらしのない男の2人のみで、いずれも家康に似ていない。2人で家康を小手で殺そうと企てている。

#### 奥の細道シリーズ
松尾 芭蕉（まつお ばしょう）
声：内藤玲
実在した人物。江戸時代の俳人。伊賀出身。俳句作りのために奥州へ旅立ったが、万年スランプでまともな俳句はほとんど作れていない。ただし、稀に芸術的な秀作ができあがる。異常に聞き間違いが多い。
たまに良い俳句を読み、良い俳句ほど調子に乗り弟子の曽良にこてんぱんにされる。
マーフィー君というキャラクターが好きで、そのぬいぐるみを連れ歩いている。元禄のファイナルウェハース・ウェットティッシュなどの自称が多くある。一度、曽良に「芭蕉師匠」と呼ばせようとしたが、略して「芭匠（ばしょう）」と呼ぼうとしたのでやめた。
「松尾チョップ」や「松尾ノーズ」などの特技を持つ。必殺技は「激突ショルダー」「ハナクソミサイル」「フケトルネード」「松尾千手観音」（手は増えない）「フケアドベンチャー」。
彼がたまに思いつく秀作は、史実上の芭蕉の作品。また、「忍者ではない」というのも、史実の芭蕉の行動や後年判明した事実から、彼は忍者や隠密だったのではという説があることを踏まえたもの。
曽良にたびたび勝負を仕掛けるも、ほぼすべての勝負に負けている。「ほぼ」というのは、水切り対決で一回のみ勝利したからである。
かなり間抜けで、わがままで落ち着きがなく、かなり自分勝手。
ウニが好物の模様。自分のことを、嘘をついてでも自分の伝説を作ろうとするナルシストである。2巻29幕にて一度曽良に絶交された。しょんぼりすると「松尾芭しょんぼり・・・」などという。水切りが上手い。
キャラクター人気投票では一回目はうさみちゃんと同着の4位、二回目は1位。
河合 曽良（かわい そら）
声：前田剛
実在した歴史人物だが、史実より10〜20歳若く描写されている。芭蕉の弟子。ただし、「年中スランプ」の芭蕉の事は全く尊敬しておらず、水切り以外は全て自分の方が勝っていると思っている（劇中描写では実際その通り）。
普段は物静かだが、怒るとものすごく怖く、芭蕉も彼には頭が上がらない。整った顔立ちのイケメンで真性のサディストであり、芭蕉の「友達」であるマーフィー君の目と口を縫いつけたり、芭蕉を痛めつけるのみの目的で「断罪チョップ」なる技（非常に重く、食らった人間は一撃で血反吐を吐く）をあみ出したり、ことあるごとに芭蕉を痛めつけている。乗り気ではなかった芭蕉の旅に同行するきっかけも、困難な旅によって苦しみ打ちひしがれる芭蕉の姿が見たいからだった。芭蕉が少しでも自分よりも偉そうな態度をとると一方的に暴力を振り痛めつける。
しかし心の中では芭蕉には俳句にいそしんでほしいと思っているため、芭蕉が良い句を作った時には素直に褒める。（芭蕉が調子に乗りすぎると暴力をふるう）
常に無表情。要らなくなった物を処分しさっぱりした時にしか笑わない。
好きな女性のタイプは「優しくて、臆することなく目上の人にもガツンと当たっていける強さを持った人」。
それに芭蕉には全く興味がないらしく、常にふてぶてしい態度でいる。また、芭蕉に水切りで負けた時に「フン、まあいいですよ。芭蕉さんにも一つくらい僕に勝てることがあっても…。」とイライラしていた。
時には芭蕉に命令を下すなど、自分が師匠のように思われる。それに、弟子にもかかわらず、芭蕉の前を歩いている。かなり不器用。
スランプ時の芭蕉よりも遥かに俳句が上手い。芭蕉に頼まれたおつかいでのおつりを自分のものにしたり、芭蕉の家で言葉通りくつろいだりと、芭蕉を自分より下に見ている描写がある。旅に同行したのも苦しむ芭蕉が見たいからで、今で言うドSであるが、芭蕉を助けたり、毎朝起こしたり（ただしキックでだが）、稀に芭蕉が良い俳句を作ると素直に褒めるなど、優しい一面もある。
キャラクター人気投票では一回目は聖徳太子に僅差で敗れ2位、二回目は4位。
マーフィー君
松尾芭蕉の唯一の友達でありぬいぐるみ。老けたはにわのような顔をした熊の姿をしている。これは作者の脚色。芭蕉がいつも持ち歩いているカバンについているが、実はカバンの中にも3匹、もしくはそれ以上いる。「元禄二年ぐったりランキング」78位。嗅ぐと芭蕉の涙の匂いがする。曽良君に首を破られ、目と口を縫い付けられたことがある。中身は綿。アニメでは微かに動いたりうめき声を発したりしている。
キャラクター人気投票では6位を獲得。
ニセ芭蕉（にせばしょう）
1巻で芭蕉たちが旅行をしている途中、福島の飯坂にある旅館に泊った時登場する人物。「松尾芭蕉」と欺いて、芭蕉がスランプを経験するようになる。なお芭蕉からは松尾伴内と呼ばれた。
メカマツオ
松島で芭蕉が曽良に嫌われた際に、一緒に旅を再開しようと製作したロボット。別人を装うが中身は芭蕉本人で、全て厚紙で出来ている。3号まであるが、2号はガンダム風になっており、3号は材料がたりなかったのか（芭蕉曰く「厚紙とか買うお金もうなくて…」らしい）みずぼらしくなっている。
必殺技は、「俳句キック」・「俳句パンチ」・「俳句ダンス」。
鈴木 清風（すずき せいふう）
実在した人物。芭蕉とは旧知の間がらであった尾花沢の俳人。本業は紅花商人で本名・鈴木道祐（すずき みちう）。清風は俳号。いつもめがねをかけている。史実どおり芭蕉を句会に招いたが、予想通りまともな会とはならなかった。
村川素英（むらかわ そえい）
本名・村川伊左衛門（むらかわ いさえもん）。実在した尾花沢の俳人で鈴木清風の親友。素英は俳号。
渋谷風流（しぶや ふうりゅう）（声：うえだゆうじ）
実在した新庄の俳人。清風同様の豪商で本名・渋谷甚兵衛（しぶや じんべえ）。史実では芭蕉が新庄を訪れた際に彼を宿泊させている。尾花沢での句会に出席していた。新庄では毒キノコを食べた芭蕉と無茶な理由で戦うことになり、幼少の頃に封印した彼の必殺技である「風流サイバーマルチバケーション」という目潰しをかわされ、芭蕉の「フケアドベンチャー」を喰らい負けた。過去に父に遊び半分で眼つぶしをして不快な思い出がある。
俳句の神様（はいくのかみさま）
芭蕉が毒キノコを食べたときに見た幻覚。顔はキノコで身体は人。体育座りをしている。芭蕉に「フケアドベンチャー」を授けた。
かさねちゃん
那須野にて芭蕉たちが出会った少女。奥の細道に記述がある。変な句しか作れない芭蕉を「ばかやろう」と一蹴。逆にすてきな句を詠んだ曽良のことは慕っており結婚するとも言った。実際に「奥の細道」の中の「那須野の少女」にかさねという少女が出てくる。
最北 端男（さいほく たんお）
象潟が奥の細道の最北端であることの説明文に登場し、「ワイワイワーイ!」とのみ言った男。28歳。ストーリーとは無関係。
伊井肺苦 好夫（いいはいく すきお）
芭蕉が路上アートをしている時に曽良が連れてきた人物。いい俳句にはいくらでもお金を出すが、ダメな俳句はとことん蔑む。芭蕉が挨拶程度に詠んだ俳句に「ブタめ…!!」という言葉を凄まじい形相で述べている。なお、このキャラクターは2007年の週刊ジャンプ39号において、うすた京介とのコラボレーション企画でうすた京介が描いたギャグマンガ日和で登場したキャラクターである。

#### 伊能忠敬の歩み
伊能 忠敬（いのう ただたか）
声：矢部雅史
実在した人物。中年女性（声：名塚佳織）、宇宙人（声：うえだゆうじ）の二人と一匹の犬（声：前田剛）のお供と日本全土を16年かけて測量した。頻繁に弱音を吐き、測量中に吐いた弱音は85700ヨワ。お寿司はコーンなどの微妙な軍艦が好き。完成した日本地図は全然精巧ではなかった。そして、宇宙人から精巧な日本地図を見せてもらい日本地図が完成した。大好物の梨のためならどこへでも行くらしい。傷ついた宇宙人に傷薬を渡す優しい性格である。

#### 水中水戸黄門
このエピソードの光圀一行は創作における水戸黄門のように諸国漫遊の旅を行っている設定だが、水中を移動するため人助けをする機会は少ないほか、たまに事件への関わりを避けることもある。3人ともサン・トワ・マミーという歌を口ずさめる。
水戸 光圀（みと みつくに）
一応リーダーだが、その品格はない。女に飢えている。
格さん
強面で口は悪いが根は優しい性格。しかし理不尽な理由で腹を立てたり、妙にネガティブな想像をしたりする。
助さん
3人の中では一番常識的な性格だが、どこか考え方がおかしい。経験が浅く、まだあまり息が長く続かない。
妊婦
川辺で産気づいたところを水戸光圀御一行に見つかる。最初は一行に助けを求めるが無駄と知り、結局自分で家に向かった。

#### 忠臣蔵 -ねむい大石内蔵助-
大石 内蔵助（おおいし くらのすけ）
実在した人物。浅野内匠頭の無念を晴らすべく堀部安兵衛ら47人の赤穂浪士と吉良邸に討ち入るが、堀部安兵衛とともに道を間違えて田中邸へ行ってしまう。性格は自己中心的なほどマイペースで、討ち入りにもかかわらずバスローブや水着を着て来る上、着替えに帰るたびに風呂に入っている。アニメソングも好きで、入浴シーンでは『CHA-LA HEAD-CHA-LA』を歌っている。就寝時間は7時半。
堀部 安兵衛（ほりべ やすべえ）
実在した人物。大石のマイペースに付き合っている内に討ち入りが終わる。大石のバスローブ姿が気になって田中邸まで着いてきてしまう。討ち入りから引き上げてきた仲間から身を隠す際に、大石のパンツの中に頭を埋めるという隠れ方をした。内蔵助にツッコむ時や、驚いた時に顔（髪型もろとも）が様々に変化する。
浅野 内匠頭（あさの たくみのかみ）
実在した人物。しかしその容姿はおおよそ人間とは思えないおかしな怪物の姿をしている。冒頭で吉良上野介に斬り掛かり、処罰を幕府より受け既に死去。大石の回想にも登場する。
田中
大石と堀部に吉良邸の代わりとして討ち入られた一般人。表札により吉良邸ではないと気付いた驚きのあまり頭から門に突っ込んだ堀部に一回、言い訳のため吉良邸ではないと知りながらもあえて討ち入りのために大石と堀部に一回と、二度自宅の門を破壊されている。

#### 目安箱ブルース
徳川 吉宗（とくがわ よしむね）
実在した人物。5代将軍の「生類憐れみの令」のようなインパクトのある政治を目指していたが、徳川綱吉の名前を「ひろし」と勘違いしていた。大岡のアドバイスで目安箱を作ったが、見た目は犬小屋そのものだった。
大岡 越前守 忠相（おおおか えちぜんのかみ ただすけ）
江戸町奉行で、目安箱に「5代将軍は徳川綱吉です」と書いた紙を投函し徳川吉宗にばれた。吉宗がマッチョファイターと友達であることを良く思っていない。江戸町奉行。吉宗のことを、「アホ宗」と呼ぶことがある。
マッチョファイター
吉宗の友達。プロレスラーのような風貌。好きな寿司はかにみそ。カタツムリの殻のような形の犬小屋で犬を飼っている。

### 江戸時代（後期）近辺シリーズ
これも時代設定が曖昧だが、ここでは、作者がこのシリーズと設定したものを指す。

#### なめられペリー
マシュー・ペリー
声：うえだゆうじ
実在した人物。黒船と間違えて自分のブリーフより白い「白船」で来航してしまう。
部下や娘にかなりなめられているせいか、4隻中3隻はハブ対マングースの決闘を見ていたため琉球までしかついてこなかったほか、隊員たちに「マリオ提督」と呼ばれていたこともある。
「ペリー拳」なる格闘術を身に着けているらしいが、喧嘩が非常に弱い。得意技は「ペリー拳奥義 浦賀来航チョップ」。修行で「ペリービーム」を出そうとしたが出ず、「ペリー汁」が出た。
娘に2秒で負け、誰になら勝てるのかと闘ったところ一番背の低い水兵に負け、一番痩せ細った水兵にも負け、子ヤギのユキちゃんにすら善戦したが敗れた。
国書の「日本政府へ」の「へ」の部分を「え」と書いてしまうなど、小学生未満の学力しか持たないようだが、娘の下着には詳しい。
ジョン・コンテー大尉
声：前田剛
実在した人物で、史実ではペリーの副官を務めた。ペリーよりも階級は下だが船員からはペリー以上に慕われている。
彼もペリーのことを軽んじており、ペリーのブリーフを「黄ばんでそう」と評したほか、敬礼の時には通常の敬礼の代わりにペリーの喉をついた。
「ユキちゃん」という白い子ヤギを飼っている。趣味はサイコホラー小説を書くこと。
ペリーの娘
声：名塚佳織
不良娘でサングラスをかけタバコを吸っている。いつもペリーを恐喝している。たまに父をかつあげしている。ペリーより強い。ペリーの史実上の娘であるキャロライン・スライデル・ペリーは、アメリカンジョッキークラブの会長を務めるなどアメリカ競馬界の重要人物の一人である。
ユキちゃん
声：伊藤実華
コンテー大尉に飼われている白い小ヤギ。誤って国書『アメリカ大統領フィルモアが日本政府 に開国と通商を求めた外交文書』を食べる。戦闘力はペリーとほぼ同じ、しかし競り勝った。

#### ハリスインパクト
タウンゼント・ハリス
声：矢部雅史
実在した人物。ペリーのような歴史的インパクトがほしいために妙なことばかり考えて相棒のヒュースケンを困らせ、しまいにはアダムとイブにちなんで（実際はちなみ損ねた）「巨泉」と名づけられた奇妙な姿の巨大メカを造り、それで江戸に向かうが、海苔で前が見えず自爆スイッチを押し大爆発させる（原作では破片が当たった目撃者は「びほろ」「くんねっぷ」「めまんべつ」と北海道の地名を叫んだ）。
ハリス本人はこの一件でペリー以上のインパクトを得たと大喜びするが、あまりにも意味不明な出来事だった為に目撃者が詳しく説明できず、歴史には残らなかったらしい。
巨泉に「誤爆スイッチ」なるスイッチも設置していたそうだが、どのような用途のスイッチで何を誤爆するつもりだったのかは不明。
アニメ版では片言で話す。
ヘンリー・ヒュースケン
声：前田剛
実在した人物で、史実ではハリスの通訳を務めた。ハリスが造った「巨泉」に乗せられる際、オランダ出身というだけでハリスに「風車の動きと連動して上下に動く」と思い込まれ、上下に激しく動く座席に乗せられることになる。
お吉
声：名塚佳織
実在した人物で、史実ではハリスの斡旋看護婦を務めた。ヒュースケンに「いい海苔」をお裾分けした。興奮したハリスの尻を棒で叩くことをヒュースケンに頼まれたが、拒否した。
ハヌス
「ハリスインパクト」の初めのコマで出る人間らしき生き物。1804年で生まれ、1872年で死去。アニメでは実写で登場。

#### 西郷隆盛でごわす
西郷 隆盛（さいごう たかもり）
実在した人物。夢で愛犬ツンに若者風の口調で、語尾の「〜でごわす」を馬鹿にされたため、語尾改正に努める。「〜でごわす」と言ったら自分を斬れ、など自分自身に試練を与えるが、どうしても自分に甘い。また、自分の決めた事以外には耳を貸さない。坂本竜馬と桂小五郎と会う際には口癖を「〜でごわスマッシュ」といった。
ツン
西郷隆盛の飼い犬。後に西郷隆盛と一緒に銅像になる。隆盛の夢の中では、「チョーうけるんですけど」などの若者言葉を喋る。
江藤 新平（えとう しんぺい）
実在した人物。西郷の夢の中で語尾改正に付き合わされる。
ロングヘアーウザ男
江藤新平と薩長同盟を説明する際に出るロングヘアーを持つ男。坂本竜馬の知人の隣人。1828年で生まれ、1899年で死去。

#### 新撰組～池田屋事件-
近藤 勇（こんどう いさみ）
声：内藤玲
実在した人物。池田屋事件の際に妙な格好した新撰組のメンバーに「ふざけてるのか！！」と怒ったがどうしようもなかったため、やけくそで乗り込んだが失敗に終わり、自分はなぜか下半身が蛸になっている奇妙な姿になった。
永倉 新八（ながくら しんぱち）
声：うえだゆうじ
実在した人物。新撰組の一人。髪の毛が左右に異常なほど長く伸びている。
藤堂平助（とうどう へいすけ）
声：名塚佳織
実在した人物。新撰組の一人。手が左右あわせて6本あるが、使えるのは上の2本だけで下4本はブランブランしてるだけ。
沖田 総司（おきた そうじ）
実在した人物。新撰組の一人。柄パン一丁で首のところがばねになっていて、敵の指を挟むつもりらしい。本人曰く異常にグラグラするらしい。
武田 観柳斎（たけだ かんりゅうさい）
実在した人物。新撰組の一人。猿になっている。奥沢とは犬猿の仲。
奥沢 栄助（おくざわ えいすけ）（声：矢部雅史）
実在した人物。新撰組の一人。犬になっている。武田とは犬猿の仲。
安藤 早太郎（あんどう はやたろう）（声：前田剛）
実在した人物。新撰組の一人。近藤勇を除いた新撰組のメンバーの中で、唯一見た目が普通だが、全身に卵白を混ぜた油を塗ってベトベトになっている。
土方 歳三（ひじかた としぞう）
実在した歴史上人物。新撰組の一人。球になっている。口の周りが甘いらしい。
新田 革左衛門（にった かくざえもん）
実在した人物。新撰組の一人。トーテムポールの一番上。純情。
島田 魁（しまだ かい）
実在した人物。新撰組の一人。トーテムポールの上から2番目。
谷 万太郎（たにまんたろう）
実在した人物。新撰組の一人。トーテムポールの上から3番目。
浅野 薫（あさの かおる）
実在した人物。新撰組の一人。トーテムポールの一番下。
その他（そのた）
その他の新撰組のメンバー。 ボウリングのピン。

#### シーボルトの出島奮闘記
シーボルト
実在した人物。出島から出ようとして門を突破しようとする。土踏まずにシリコンを入れており、まともにまっすぐ走れない。一人称は「僕」。
スチュルレル
商館長。シーボルトに「胃を三分の一切除する」と言われて長崎奉行に申請する。

### 世界の偉人シリーズ

#### コロンブス
コロンブス
実在した歴史的人物。みんなから「コロちゃん」と呼ばれていることに不満を持っている。しかし、コロンブス自身も自分勝手かつ泣き虫な性格なうえに仲間を「愚民」と呼んだりするので嫌われており、仲間から「クソまみれ」と呼ばれたこともある。
牛乳とハンバーグと卵が大好きで、うっかり夕食のハンバーグを床に落としたときは誰かに慰めてもらおうとしてウソ泣きをしたほか、明日の食事に使う卵を独り占めしようとし、怒った部下たちに宙吊りにされる。
サンサルバドル島を発見した時に「江の島」と名付けようとするものの結局は部下たちに島の名前をつけられ、島の探索の際には一人で船団の食料を探してくる仕事を押し付けられた（しかも部下たちにはさほど期待されていなかった）。
一応はなにかの卵を見つけてくるが、その卵からはおたまじゃくしがいっぱい生まれてきた（すなわち卵は卵でも蛙の卵だった）為、部下たちの怒りを買って海に放り投げられた。
ピンソン
実在した歴史的人物。ピンタ号の船長。コロンブスよりも遥かに常識人である為、船員達からも普通に敬語で話されている。船員たちによって船から吊るされたコロンブスを発見した。
かゆみ
コロンブスの航海の解説で出る人物。

#### ニュートンの万有引力
アイザック・ニュートン
実在した人物。万有引力を発見する為に周囲に迷惑をかけて回る。肉のような物が木から落ちたのを見て万有引力を発見するがそれを認めず、リンゴの落下を見て発見したことにした。ひどい嫉妬心と歯槽膿漏を持つ。得意技は、りんごを投げつけるだけの「ワンダフルニュートンバズーカ」やただのチョップに過ぎない「ニュートンチョップ」。

#### ガリレオの実験科学
ガリレオ・ガリレイ
実在した人物。ピサの斜塔での実験で、ピサ大学学生によって雑誌『月刊エロ大臣』なるものを愛読していた事が発覚する。ギャラリーから罵声を浴びるが、「男はみんなスケベだ!」と絶叫し開き直り、「『男はみんなスケベだ』という人がスケベだ」ということを証明した。髪がとてつもなく臭く、その匂い嗅ぎたさに行列ができるほど。学生には完全になめられている。「ガリレオ大回転」は落下するエロ本をキャッチするための技と思われ、後に完成する。

#### がんばれライト兄弟
ライト兄弟
実在した人物。ウィルバー（兄）は動物園から逃げた大蛇に噛まれた影響でアホになり、オービル（弟）は独力で完成させた動力飛行機を発進させようとしている際にウィルバーの造った飛行機（のつもり）である髪にボリュームがない「キャロル」を左翼に刺され、そのまま飛行させた結果、バランスが傾き墜落し、アホになった。
キャサリン
ライト兄弟の妹で実在した歴史的人物。物欲ランキング1位は土地。

#### グラハム・ベルの電話物語
グラハム・ベル
実在した人物。弱気かつ卑屈な性格で、エビチリのような体臭がする。電話機を発明するものの、その性格ゆえに自分の発明に自信がなく、電話機を通りすがりの子供に押し付けようとしたほか、助手や留学生を巻き込んで電話機でドッジボールをしたが、助手のワトソンに説得でなんとか電話機の通話実験を実行に移す。「サンダー」がつけばおおむねカッコイイと思っているために第一声は「サンダーファイヤー」のはずだったが、ポケットに入れていたエビチリで手を汚し、拭くものを持ってきてもらうため言った「ワトソン君、こちらへ来てくれないか」が第一声となった。
ドッジボールの時は、「しょんぼりステップ」というしょんぼりした顔とステップでよける技を披露した。
ワトソン
実在した人物で、ベルの助手を務めた。なぜかベルの記憶の中では耳が巨大で、ツッパリばかりしてくる人物になっている。
電話機でドッジボールをした際に電話機を何度も受け止めた衝撃で肋骨の過半数が折れたほか、留学生の金子と伊沢に「『息子はアメリカで全裸でニヤニヤしながら町をねり歩いてます』、『息子はアメリカで金パツ ボイン セクシーの3つしかしゃべらない』などの内容の手紙を両親に出す」と脅して彼らをドッジボールに巻き込んだ。
金子（かねこ）・伊沢（いさわ）
日本からの留学生。電話機のドッジボールに参加させられ、肋骨を折られる。

#### モーツァルトの失恋
モーツァルト
実在した人物。突如発生した異常な寝癖のせいでスランプに陥る。「モヘアー（モーツァルト・ヘアー）」、「モショック（モーツァルト・ショック）」、「モロッコ（モーツァルト露骨にオシッコもれそう）」など独特な言葉を操る。
寄宿先の家の娘、アロイジアに恋をしていたモーツァルトは、アロイジアにみっともない姿を見せまいと「デンジャラス中野」になりすましてやり過ごそうとするが、結局露呈し、最終的にアロイジアとウェーバーを蹴り倒して記憶を消そうとする暴挙に出たが記憶を消す事はできず、劇中では語られないがタイトルから推測してアロイジアには嫌われた模様。
アロイジア
モーツァルトの片想い相手。あまりに異常な寝癖のせいでモーツァルトを他人と見間違えた。お茶を運ぼうとした際にモーツァルトから回転蹴りを受けて失神する。
ウェーバー
寄宿先の主人。ブリッジの体勢で階段を下りようとするモーツァルトに遭遇し、そのままアロイジアが蹴り倒された場面を目撃してしまったため、口封じのためにモーツァルトに地面に叩きつけられて失神した。

#### －スーパー印象派バトル－ ルノワールVSセザンヌ
ルノワール
声：前田剛
実在した人物で、印象派の巨匠として知られる。ふと漏らしたある一言が原因で同じく印象派の巨匠セザンヌと勝負することになる。必殺技は「ルノワールロケット」。顎ヒゲには、キン肉マンのマスクのように展開して鼻と口を覆うギミックが仕込まれている。
セザンヌに「おっさんがワックスかけた床を全裸で滑る音みたいな名前」という理由で「全裸ワックス」呼ばわりされる。
セザンヌとの対決で描いた絵に「ウサオAとウサオB」にイジメられているセザンヌも一緒に描き、ルノワール本人は「なごみまくり」と評していたが、最終的にはセザンヌの頭突きで破られてしまう。
セザンヌとの喧嘩でルノワールロケットを見切られた場合に備えて頭に毒を塗っていたため、セザンヌに一矢報いる代償にルノワールはハゲてしまった。
結局、絵画対決の結果はピサロ達から「どっちも展覧会に絵を出すな」と言われる両成敗に終わった。
人気投票25位。
セザンヌ
声：うえだゆうじ
実在した後期印象派の巨匠で「近代絵画の父」。偏屈者で有名だった史実のセザンヌそのままの嫌味な性格。ライバルは早めにつぶす主義で、「売れるのは自分一人で十分」というナルシストのような発言も。ルノワール曰く「サムライに刀で斬られた音みたいな名前」「チューブフェチ」。
ルノワールの弱みを握り、画家人生が断たれる程の絵（笑顔でウンコを手に持つのルノワールの絵）「ルノワールお前何食べてんだ」を展覧会に出展しろと脅したことからルノワールとの絵画対決に発展する。
対決中、ルノワールには「白の絵の具を手の平にかけられる」「ルノワールの投げた青の絵の具が『ナッ』という音を立てて目に入る」「ルノワールの投げたドガの体液で絵を台無しにされる」「ルノワールロケットを見切って紙一重でよけるが、仕込まれた猛毒で身動きが取れなくなる」などのイヤな目に遭わされた。
ルノワール同様、完成した作品のあまりの酷さにピサロ達から展覧会出展禁止を受ける羽目になった。
ピサロ、モネ、シスレー、ドガ
声：矢部雅史（ピサロ）、那須めぐみ（モネ）、名塚佳織（シスレー）、佐藤なる美（ドガ）
実在した印象派の巨匠たち。ルノワールとセザンヌの絵画対決の審査員をすることになる。印象派最年長のピサロだけは普通のタッチで描かれているが、その他は子供の落書きのような姿になっており、年齢順二番目のドガに至ってはなぜかただの黒い丸で表現されていた。ドガは最終的にルノワールに投げられてセザンヌの絵にあたって破裂、体液で絵を汚して出番が終わる。人気投票ではドガは10位。

#### ファーブル昆虫鬼
ファーブル
実在した人物。虫好きの昆虫学者。虫好きじゃない人とは仲良くしない。『ファーブル昆虫チェンジ』という芸を持っており、状況に応じてその昆虫のマネをする。
なお、本物の鎌を両手に持って『カマキリモード』とし、パスツールが逃げ込んだ風呂場のドアをぶち破るシーンは映画「シャイニング」のパロディである。
糸でぐるぐる巻きにくるまる『蚕のサナギモード』になるために64（ムシ)分かかる。
パスツール
実在した人物。細菌学者。蚕の病気の研究に取り組むにあたり、蚕について学ぶためファーブルを訪ねた。虫嫌いであるが、ファーブルと話すために虫好きのふりをする。

#### 三銃士
ダルタニャン
実在する人物。原作では三銃士と固い絆で結ばれた銃士。
恋人のコンスタンスがセーヌ川の河口で浮かんでいるとダルタマンに騙される。
アトス
三銃士の一人。
原作でも最年長だけあってか、リーダー的存在。
しかし突如現れたチョトスとダルタマンに振り回され、涙を流すほど取り乱す。
ポルトス
三銃士の一人。
非常に騙されやすい性格で、明らかに知り合いでないチョトスやダルタマンの言葉を信じかけてしまう。
アラミス
三銃士の一人。
かなりナイーブで、チョトスにアトスとポルトスとダルタニャンが3人だけで地中海に旅行に言ったと嘘を吹き込まれる。
チョトス
アラミスの代わりに三銃士の一人になりすまそうとするひどく働かない若者。
妙にまぶたの垂れ下がったいやな目をしていて（アトス曰く、「いやな目」）、トリュフが好物。剣をなめる。
ダルタマン
ダルタニャンの代わりに三銃士と固い絆で結ばれた銃士になりすまそうとする働かない若者。
チョトスと同じくトリュフが好物。特に白トリュフ。チョトスと同じく、剣をなめる。
ピクルス
ポルトスの代わりに三銃士の一人になりすまそうとする男。イモが好きと思われる。

#### グリムブラザーズ
ヤーコプ・グリム
グリム兄弟の兄。白雪姫好き。
グリム童話のメインを白雪姫にすべく弟と戦う。
自らが推す白雪姫の７人の小人を模した人形で弟と戦った。
ヴィルヘルム・グリム
グリム兄弟の弟。赤ずきん好き。
自らが推す赤ずきんを模したずきんをかぶり、グリム童話のメインを赤ずきんにすべく兄と戦った。
赤ずきんをつけると力が3倍になるらしい。
工業用の道具を多用した結果、勝利をおさめる。

### おとぎ話

#### ツルのおんがえし
ツル
罠にかかったところをおじいさんに結果的に助けられ、人間の姿に化けて恩返しをしようとする。機を織るため元の姿に戻る際、おじいさんに「のぞかないで下さい」と再三要求するも、おじいさんののぞき根性は一筋縄ではいかなかった。最終的に罠はおじいさんが仕掛けたものだったことが判明し、恩返しをしたことを後悔する。
おじいさん
結果的に鶴を助けた老人。目や脚を突かれてものぞきを続行するという、犯罪者じみたのぞき根性を持つ。以前はノイローゼ気味だった。

#### 西遊記 〜旅の終わり〜
三蔵法師
声：うえだゆうじ
実在した人物だが、本作での設定は『西遊記』のものを下敷きにしている。
自分勝手な性格で、天竺を目の前にすると自分だけ一番乗りでゴールしようとするほか、共に旅をしてきた孫悟空や沙悟浄をくそ妖怪と呼ぶなど口も悪く、さらには自分のことを棚に上げて説教をする。
野口ビルで購入した頭の冠は角の部分を伸ばすことができ（三蔵本人いわく「完全体」になる）、人間にもかかわらず手の爪が伸びる。孫悟空の如意棒が尻に二度刺さったが、生還している。
孫悟空
声：矢部雅史
三蔵法師らと旅をした妖怪。三蔵法師の尻を二回如意棒で突き刺した。三蔵法師や沙悟浄に比べたら常識人である。手の爪が伸びる。
沙悟浄
声：前田剛
三蔵法師らと旅をした妖怪。履いている靴が長く、手の爪は長く伸びる。
猪八戒
声：内藤玲
三蔵法師らと旅をした妖怪。誰よりも天竺を楽しみにしていたらしい。「特技は食材」などの自虐的なブラックジョークを得意としたが、本当に食材にされる。天竺に霊か幻かは不明だが、一番乗りにゴールした。
野口さん
野口ビル2Fの「メンズ野口」のオーナー。三蔵法師の冠は彼に頼めば取りよせてもらえるらしい。アニメ版には未登場。

#### がんばれ浦島太郎
浦島 孝一（うらしま こういち）
声：前田剛
亀を助けた気弱な青年。お礼に竜宮へ連れて行かれるが、竜宮と乙姫の実態を目の当たりにし、竜宮に来た事を後悔する。挙句の果てに亀を乙姫に押し付けられ、亀に八つ当たりしている所を浦島太郎に糾弾され、卑屈な性格になってしまった。
亀
声：うえだゆうじ
孝一に助けられた亀。甲羅はあるものの顔はただの中年男。尻を叩かれると空気（屁）が出る。わりとすぐ調子に乗る。
乙姫（おとひめ）
声：名塚佳織
竜宮城の主。非常にけちで自分勝手。孝一をもてなすどころかひどい扱いをするが、自分より強そうな人物に対しては卑屈。いただきますの代わりに「いただきマサチューセッツ」と言う。
フグ子
声：伊藤実華
乙姫の腰元。浦島孝一をきちんともてなそうとするが、その度に乙姫に殴られる。
ダンサーウニ子
声：伊藤実華
乙姫が浦島孝一の宴会の為に雇った海で一番安いダンサー。常にタバコを吸っていて愚痴ばかり言っている。踊りと言って怠惰そうなストレッチをする、歌うと言いながら痰を吐いた挙句に皿屋敷の亡霊の語りをする、雇い主である乙姫に恐ろしい形相で逆に怒り出して黙らせたりするなどダンサーらしからぬ行動をしていた。レオタードの胸には「ウニ」と書かれている。「クソが!!」と言う。
浦島太郎（うらしま たろう）
声：矢部雅史
ラストに登場する本来の主人公。孝一が亀を苛めているところを一喝して助ける。強面で屈強な身体つきをしている。

#### 鬼退治
桃太郎（ももたぬう）
この話のテーマ「はみ出ている」の通り、桃太郎の「郎」の6画目がはみ出ており「ぬう」と読ませている（正確には「ヌ」ではなく「ウ」と「ム」の間といった感じ）。桃からはみ出して流れてきた。鬼が島からの帰りに舟からはみ出す。
老夫妻
おばあさんは乳房がはみ出ている。おじいさんははみ出た状態で扉に挟まれている。
犬（名前はクロ）
犬小屋からはみ出ている。
猿
腸がはみ出ている。
キジ
犬に喰われて口から足がはみ出た。
鬼
おじいさんと同じくはみ出た状態で扉に挟まれている。さらに局部もはみ出ていた。
お姫様
鬼やおじいさんと同じくはみ出た状態で扉に挟まれている。

#### 七夕
織姫（おりひめ）
彦星の言葉を純粋に楽しみに今年の逢瀬を待っていたが、現れた微妙な彼に切れ切れに「ツッコミ」を入れることしかできなかった。
彦星（ひこぼし）
昨年の別れの際に織姫に「来年はもっといい男になって帰ってくる」と告げていたが、実際に現れたのは無理矢理韻を踏む微妙なラッパーになった彼だった。織姫に否定され、ラップにも詰まった結果天の川に飛び込み、また来年の再起を誓う。

#### 大江戸妖怪日和
ろくろ首
有名な妖怪。雨すすり家族の師匠になるが、「眠れぬ夜の暴走機関車」の名称をつけられたり、首子（くびこ）と呼ばれたりされた。妖怪王決定戦で、一回戦で河童に敗れ、嘔吐した（本人はオーロラであると主張）。得意技は首伸ばして、相手の頭上に頭突きする「アグレッシブピスタチオスターダスト」と首を振り回し相手に頭突きをする「フルーティ室伏エクスプレス」。
妖怪 雨すすり
無名のマイナー妖怪。飲み物の中で雨が一番好き。妖怪王決定戦で優勝したいためと、トーナメントで当たったら倒して師匠を超えた優越感に浸るためにろくろ首を師匠にした。一回戦敗退。うまいことを言うといかにも「うまいことを言った顔」をする。
妖怪 あばら
雨すすりの父親。痩せてあばらが目立つはずだが、ご飯がおいしくて太っており、あばらが見えない。一回戦で敗退。うまいことを言うと「うまいことを言った顔」をする。
妖怪 おしり
雨すすりの母親。お尻がちょっと大きいだけの妖怪。一回戦敗退。うまいことを言うと「うまいことを言った顔」をする。
妖怪 汗だく
雨すすりの兄。汗をかくのが大好きで一番好きなのは寝汗。汗をかくためにいつも筋力トレーニングしていたため、妖怪王に輝いた。うまいことを言うのが苦手。

#### かぐや姫 月に帰る
かぐや姫
地球に住んでいたが、本当は月の人間だった。月での名前はムン子。
月の従者
かぐや姫を迎えに来た。かぐや姫共々、地球人とは身体構造が著しく異なる。
おじいさん、おばあさん
かぐや姫が月に帰るまで世話をしていた老夫婦。順応性が高い。

## 創作系

### 前回のあらすじシリーズ
銀河進（ぎんが すすむ）
二巻以降からある「前回のあらすじ」に登場するキャラクターで、ハワイに行ったことがないにもかかわらず「ハワイの荒鷲」の異名を持つ天才ピアニスト。血の繋がらない妹と暮らしている。本人は否定しているが猫背である。特技は「全ての鍵盤を同時に押す」ことと「1秒間に16回も鍵盤を押す」（しかしその後全ての指を骨折する）こと。硬いクッキーを食べて前歯が欠ける。ふとした事で常に差し歯がぐらつくというキャラクターが確立される。もう大きいからという理由でお年玉が貰えなかった。
暗黒王ジョン（あんこくおう ジョン）
「前回のあらすじ」に登場する世界征服を狙う暗黒王。四天王の一人ハヤブサの裏切りによりキムチの中に封印され、キムチの精へと転職させられそうになったが何とか脱出した。パソコン部所属で庭いじりが趣味。最近ドーナツ屋でアルバイトを始めたが、年下の先輩にどう接していいか分からず円形脱毛症になる。
暗黒仮面トム（あんこくかめん トム）
「前回のあらすじ」に四巻から登場する謎の人物。恐るべき魔力を小出しに開放して、ついには雨水を麦茶に変えることに成功した。健康体だが肌は荒れ放題らしい。
暗黒忍者ケント（あんこくにんじゃ ケント）
暗黒王ジョンの前に姿を現す。サスペンダーが明らかに太い。
本作品の公式ファンブック『ワールドDX スーパードリル』には、このシリーズの本編が増田こうすけ自らの書き下ろし小説「天才ピアニスト 銀河進」として収録されている（銀河進の妹・広子などが登場）。

### 名探偵うさみちゃんシリーズ
うさみちゃん（声：佐藤なる美）
どうぶつ小学校4年1組のウサギ。子供ながら、大人顔負けの名推理をする。推理をする時にインスピレーションが働いて、目つきが悪くなる事から「うさみちゃん目つき悪っ!!」などの異名で知られている。将来の夢は畳の上で死ぬこと。エンディングでは一緒に歌うがかなり音痴。服装は奇妙な文字が書かれた(猛獣、肉食等)ノースリーブにピンク色のスカート。時折、発言する内容が妙に恐ろしい。本当は推理よりも警察に通報するのが好きで、「通報が趣味で探偵をやっている」と自称している。事件がない時はクマ吉が凄惨に死ぬことを期待する、怖い発言が目立つ。登場時、絶対といっていいほど涼しい顔で花を踏みつけており、アニメではその花のうめき声がかすかに聞こえている。意外な特技として、ジャンプ力は普通だがものすごい速さで手首を回転させることができ、なわとびの五重とびを軽々とこなせる。
好きな物は馬肉、嫌いな物は犯罪者、好きでも嫌いでもない物は消しゴム。
キャラクター人気投票では一回目は松尾芭蕉と同着の4位、二回目はクマ吉君と同着の5位。
アニメ版の大地監督によれば、他の女性キャラクターを一手に引き受けている名塚佳織ではなく佐藤を起用したのは、『十兵衛ちゃん』で佐藤がウサギを演じていたときの声が印象に残っていたことと、更にキャラクター的にも佐藤の演技はぴったりだと考えたためだという。作者は、このキャラクターの顔が難しいと言っていた。
クマ吉君（声：前田剛）
うさみちゃんの同級生で、悪事千万を働く変態性欲を持つ熊。変態紳士（本人曰く、「ヘンタイじゃないよ・・・仮にヘンタイだとしてもヘンタイという名の紳士だよ」とのこと）。様々な場所で犯行に及ぶが、必ず自分でぼろを出す。実は丸い顔を保つために、盗んだニャン美ちゃんの靴下を頬につめている。考えている事が常に卑しく、自分の行い（犯罪）は全て責任転嫁し全く反省しない。いつもうさみちゃんに通報され、逮捕されているが、なぜか釈放されて次の話では学校に戻っている。そして、またニャン美ちゃんのものを盗んだりなど悪行は全く改まらない。前科は、窃盗、窃視、盗撮、露出など。「名探偵だぞえ!うさみちゃん」では、警察に捕まったときに「ぼくもまた○○に踊らされただけの犠牲者の一人に過ぎないんだよ…」という捨て台詞を吐く。夏休みの自由研究で森ガールの観察を発表し、廊下に立たされる。ピャネル5番という、安すぎてワキガのような臭いのする香水を使っている。
キャラクター人気投票第8位。二回目はうさみと同着の5位。
ニャン美ちゃん（声：名塚佳織）
うさみちゃんの同級生のネコ。常に右耳に着けているリボンがトレードマーク。どうぶつ小学校のアイドルで、クマ吉君に最も被害を与えられている。クマ吉君による被害は数え切れないほど。しかしクマ吉君の度重なる犯罪行為を受けながら、毛嫌いするような描写はなく、逆にうさみちゃんに疑われた彼を庇うなど異常に広い心を持つ。
ペン介君（声：うえだゆうじ）
南極小学校からのペンギンの転校生。特技は推理で、南極小学校では名探偵と言われていた。推理をする時にインスピレーションが働き、歯茎をものすごく露出することから、「ペン介君歯茎キモっ」の異名を持つ。そのために人気がないことに悩んでいる。「瀬戸内海」や「カリブ海」など、海の名前が書かれたシャツを着用。
パン美先生 （声：伊藤実華）
うさみちゃんの担任のパンダ。普通の教師かと思われたが20年前までにどうぶつ小学校で「目怖いうえにタックルうまっ!」という名探偵の異名で知られていた。うさみが名探偵になったのはパン美先生に憧れたからとのこと。
犬のおまわりさん
毎回うさみちゃんが通報するたびに、クマ吉君の身柄を拘束しにくる警察官。100mを12秒台で走れるが、本人は11秒台で走るのも可能だと言っている。第258幕でクマ吉君に携帯を奪われた際「犬にしては大した嗅覚じゃないね」と言われるほど嗅覚が鋭くない。この回、クマ吉君を何度も逃がすという失態を犯した。

### ロボット研究所シリーズ
ロボット研究所所長（声：矢部雅史）
ロボット達の生みの親。（毛が）まるだしなロボットや、燃えているロボット、傾いたロボット等を作っている。ロボット派遣時の爆音が原因で現在訴えられており、敗訴が濃厚である。美智江と言う妻がいるのだが、逃げられている。
うすぎたないロボット
ロボット研究所で作られたロボット。非常にうすぎたない。
カミロボ
穴郎（あなろう、すぐキレるロボット）（声：うえだゆうじ）
ロボット研究所で作られたロボット。第1巻「カミロボ」では普通のロボットとして登場していたが、すぐ逆上する欠陥が見つかり次登場時名前が変更された。口癖は「クソが!」。次登場時には、服に返り血が付いている。
島さん（しまさん）
穴郎と一緒に帝都テレビでニュースを進行するアナウンサー。生放送中に穴郎から暴行される。
政治郎（せいじろう）
政治家ロボット。当選したが、後に有権者を電波でコントロールし投票させていたことが発覚。「だるまに目を入れたから再選挙は無効だ」という独自の理論を展開。

内田内夫物語
マン郎（漫画家ロボット）
サッカー選手のノンフィクション漫画を描くため、編集員の伊藤が飼っているハムスターを拉致。事実にないことを描きまくったが、ハムスターが死んだことを伊藤に知られ、結局普通過ぎて内容はつまらない漫画を描かされた。ロボットだが普通に食事をモリモリ食べるため、選手と「W（ダブル）モリモリ」というコンビを一方的に結成した。
内田内夫（うちだ うちお）
漫画のモデルとなったサッカー選手。高校時代は学校にお菓子を持ってくるほどの不良だった。サッカーの日本代表入りを逃し、地団駄踏んで両足を負傷した（全治3週間）。
伊藤（いとう）
「週刊少年ガスコイン」の編集者。ハムスターのえみこを溺愛している。そのため、マン郎にえみこを殺されたことを知らされた後は、彼の描いた原稿を無表情で破り捨てて、罵詈雑言を浴びせながら普通の漫画を強制的に描かせた。

ラヴ江
ラヴ江（かわいいロボット）（声：名塚佳織）
ロボット研究所で作られたロボット。カセットとMDの録音機機能を持つが、どちらも役に立たない。しかもMDのスイッチが目のため、押すと非常に痛がり悲鳴しか録音されない。自らを「セクシーボディラヴ江」と呼ぶが外見はプリンのようであり、手足はボディ内に収納されている。結婚相談所と間違えてロボット研究所に電話を掛けてきた「寺田」の元へ派遣されナンパ行為の手ほどきをするも、前述の通り役に立たない機能ばかりのため失敗に終わる。しかしめがねをとった寺田の素顔が美形だったため、最終的にラヴ江が電話番号を聞きだそうとする。
寺田（てらだ）（声：うえだゆうじ）
ロボット研究所と結婚相談所を間違えて電話し、ラヴ江を派遣されためがねをかけた男。ラヴ江に無理やりナンパ行為をさせられる。最終的にはナンパ行為をしようとした女性（声：伊藤実華）に「メガネメガネメガネ」と伝達されそうになり、それを「寺田ダイナマイツ」で止めた。
ジョセフ・ターナー（ユタ州）
ラブ江の最低番付の元横綱。ヒマだからズボンをぬいだりはいたりぬいだりはいたりするだけの人。アニメには登場せず。既婚。

はじめてのおつかい20xx
つけ郎（まじめそうなロボット）
初めてのおつかいをする、ある夫婦の娘を気付かれず尾行するため派遣されたロボット。見た目の割にはタチが悪く、ヤンキー座りでタバコを吸ったり、依頼主を「マーシー」と呼んだりした（これは依頼人が娘の様子をビデオに撮っているのを、田代まさしの盗撮事件と結び付けている。呼んだ本人は苗字が「間下」であるからと主張する）。結局尾行は失敗し、その上依頼主の家をタバコの火の消し忘れで火事にした。依頼主のクレジットカードでパールのネックレスを購入。その後も依頼人を自主的に尾行している。
間下かなえ（ました かなえ）
郵便ポストにハガキを出し、ごぼうを買うというはじめてのお使いをする。2回つけ郎に倒された。
かなえの父
はじめてのおつかいを撮影するべく娘を尾行する。娘がつけ郎に倒されたり、困っている場面を撮影し、興奮する。
かなえの母
夫と一緒にかなえを尾行するが、つけ郎の横暴ぶりに痺れを切らし、「母ボディブロー」や「母ラプソディー」という得意技でつけ郎を倒した。いずれの技も町内会やPTAを震撼させたという。

コップロボ
サツ郎（警官っぽいロボット）
見た目が警官のようなロボット。やる気満々な新米警官の谷村の依頼で駅前派出所に派遣される。
バッグをひったくられた君子を犯人と決め付けて尋問したと思えば、谷村・君子とともに「すごいやる気トリオ」を結成したりと、やる気がおかしな方向に発揮される。
ひったくり事件の捜査ではたびたび谷村と珍妙な勝負を繰り広げ、結局犯人ではない別人を殴り倒して終わった（サツ郎と谷村巡査はこの事を知らない）。
谷村巡査（たにむら じゅんさ）
駅前にある派出所（駅まで10分）の巡査。サツ郎と警察にまつわる一対一の勝負を繰り広げる。
君子（きみこ）
ひったくりの被害者。勝手に「すごいやる気トリオ」の一員にされてしまったほか、サツ郎に名前を「きのこ」と間違われる。

かたむきクッキング
グラ郎（傾いたロボット）
ロボット研究所で作られたロボット。高確率で研究所に残っている。登場する度に腰からの傾きが急になっている。傾いているときには強烈な毒舌を吐く。調理機能がついており、頭の角のような部分は2本とも肉切り包丁。
細坂（ほそさか、見習い放送作家）
料理対決の番組を手がけているが、達川が必ず勝つようにヤラセを仕組んでいる。グラ郎にそのことをニュース放送で暴露されてしまい、ロボット部品の工場で働くことを余儀なくされる。
達川先生（たつかわ せんせい、料理人）
番組では常勝しているが、非常に精神面が弱く、毒舌を吐かれる度に盛大に調理ミスをする。
審査員達
細坂と組んでヤラセを行っている。全員目がにごっており、料理内容を問わず達川に点を入れる。

スケバン探偵
スタ江（スタえ）
声：名塚佳織
ロボット研究所で作られた少女型ロボット。スタントとして起用されたが、まともなアクションが全くできないうえ、自分を主役と勘違いしていた。
胴体は頑丈だが関節部が非常にもろい。腹部に乳房と数本の腕を収納している。
川下陽子（かわした ようこ）
声：那須めぐみ
新作映画「シメろ！スケバン探偵」で主役を務める人気アイドル。スタ江に疎まれ、ごはんつぶだらけのみすぼらしい友人「お松」の役を押し付けられそうになる。スタ江の無能さに業を煮やして自分でアクションをしたところ、才能が開花した。
陽子のマネージャー
声：うえだゆうじ
胸の異常に開いたシャツを着ている。それを破かれた際、大して露出面積が変わらないにも関わらず恥ずかしがっていた。
監督
声：前田剛
「シメろ！スケバン探偵」の監督。ヒゲとメガネ（サングラス）が特徴的。作る映画が全然ヒットしないため、正月に帰省するたび母親に小言を言われている。妥協する性格。しかし今回の「シメろ！スケバン探偵」は陽子のアクションシーンもあって大ヒットしたが正月に帰省した際には母親にサングラス姿が気持ち悪いと言われる。
監督の母
声：名塚佳織
息子にやたら厳しく、映画がヒットしてもしなくても小言を言う。その様がしばしば監督の脳裏に浮かんでいた。

### 入門シリーズ
奇妙なスポーツや飼育などのマニュアル風の短編。作者独特のシュールな絵のタッチが冴える。
アカトンボのふしぎ
最初のマニュアルシリーズ。アカトンボを捕まえたトオル君に、こんちゅうはかせがアカトンボについて様々なことを教える。きちんとした説明がされている。
トオル君（声：那須めぐみ）
虫が大好きな小学3年生。サッカーで変なタックルやスライディングを連発する。とりつかれたようにタモを振り回していたところ、アカトンボを捕獲。アカトンボについて疑問を持つようになる。
こんちゅうはかせ（声：うえだゆうじ）
トオル君の前に現れた、子持ちの父。娘に嫌われており、「変態」と言われたり、作ったプリンをヘドロと評されたりしている。人の話を聞かなかったり、変なクイズばかり出すのでトオル君に罵倒されるが、「大人はね ずるいんだよ」「最高の褒め言葉だ」などと返答するなど、性格はひねくれている。甲斐性が全く無く、年収は3万円。普段はホクロを数えている。実は昆虫はあまり好きではない。

はじめようモッヂボール
ボールを水平に投げ、敵チームの体に当てる、ドッジボールに似た球技。15世紀のドイツでじじい同士の争いから生まれた。主審がコート中央にいるため、試合中とにかく邪魔な上、すぐに疲れて休みたがったり、家に帰りたがったりする。ボールの種類には布製（一般的によく使われる）、皮製（国際試合などで使われる）、五郎（まったく弾まない）がある。やっていると腹痛を起こしたり歯が抜けたりする。モッヂボールを始めたことは母親に言わないように注意しなければならない。アニメ版『ギャグマンガ日和2』のオープニングアニメに使われた。
五郎（ごろう）
モッヂボール以外にもスポーツのマニュアルに度々紹介される謎の球体。妙な模様に哀愁を帯びた人の顔がとても不愉快。全く弾まないので、競技には全く使えない。
足腰弱男（あしこしよわお）
日本モッヂボール協会会長。名前の割りにごつい顔をしている。

ハムスターを飼おう
ハムスターの飼育マニュアル。サラリーマンと比べても小型で飼いやすいが、サラリーマンのようにデリケートなので初めはむやみに触らない方がいい。飼育道具として日本人形が必要。盛り塩を奨励している。
肩幅狭夫（かたはばせまお）
日本ハムスター研究所所長。名前のとおり肩幅がものすごく狭い。

AJリーグ入門
A（ある意味）Jリーグの略。選手に登録するには印鑑の購入が必須である。10万と30万の2種類で通信販売でも購入できる。所属チームは現在のところ、熱海ウィンナーズの1チームしかない。そのため試合ではずっと体育座りをしているだけ。座り方次第でその日のMVPに選ばれる可能性がある。しかし、年間MVPには、30万円の印鑑を買った選手しか選ばれない。
ロベルト北田（ロベルト きただ）
熱海ウィンナーズの監督。趣味は一人旅、好物はソーセージ、嫌いなものはウィンナー、特技は歯ぎしり。
田山 守（たやま まもる）
30万円の印鑑を買ったため年間MVPに選ばれた選手。
夢見がち男（ゆめみ がちお）
AJリーグのチェアマン。明らかに現実が見えていないような顔つきをしている。

スイカ割り入門
目隠しをして、棒でスイカをしたたかに打ちつける競技。スイカの種類には、普通、種無し、五郎（割れない）がある。
真後向男（まうしろ むくお）
日本スイカ割り協会会長。名前のとおり首が180度真後ろを向いている。

死んだふり入門
熊に食べられないために必要な技術。熊が来ないときはハワイのことでも考えていると良い。熊が遠くにいるときはゲームセンターでものすごく下手な人を後ろで見ているときのように笑みを浮かべていると良い。熊が去ったときには自分へのご褒美にケーキを用意していると良い。
眉毛増男（まゆげ ふえお）
日本死んだふり協会会長。名前のとおり右眉が1つ多い。
ヘネンロッター博士
「死んだふりは効果はない」という世論に異議を唱えた人物。

お花見入門
棒を持ち、桜の木の中に潜む主審をつつくスポーツ。桜を見たとき主審と目が合うと5点、棒で主審をつつくと10点、主審が棒を握ると30点取れる。つつきすぎると主審は非常に臭い唾を飛ばす。主審が公園を管理する人に怒られるときがあるが、主審は何を言われても「ハイ、ハイ。」と言うばかり。
猫乗男（ねこ のるお）
日本お花見協会会長。名前のとおり頭の上に猫が乗っている。

マンガを描こう
他のマニュアルシリーズと違い、マンガ好きなケンスケ君がマンガ博士にマンガの描き方を習う、というストーリーがある。
ケンスケ君
友達がいないことを認めようとしないマンガが大好きな小学生。ただし、好きなマンガは特に無い。マンガ博士にマンガの描き方を教えてもらう事になったが、マンガ博士の策略に陥れられそうになった。
マンガ博士
色々な所から金を借りている41歳（自称39歳）。ケンスケ君と同じく好きなマンガは特に無い。ケンスケ君にマンガの書き方を教えることを条件に金を巻き上げ、ケンスケ君を策略に陥れようとした。ギャンブル好きが借金の原因。本人曰く「お金は簡単に借りられる」という事から博士の借金先が消費者金融だということがうかがえる。
ドッグ君
何がきっかけなのか分からないが突然ケンスケ君に噛み付く犬。発情期にも平静を装うのが得意。好きなマンガは特に無い。
モリモリエース
マンガ博士が考えたキャラクター。ケンスケ君の事をよく考えている。作者増田こうすけは数ある日和キャラクターの中で一番気に入っている登場人物にモリモリエースをあげている。

はじめよう!リサイクル
育男くんと理沙ちゃんがリサイクル博士にリサイクルを教えてもらう、というマンガの描き方と同じ方式である。
リサイクル博士
牛乳パックやペットボトルがスーパー等で回収されている事を知らずにどこか間違ったようなリサイクルを教えては突っ込まれ、その度に自傷行為を行う。かかとがかさついている。
育男くん
リサイクル博士のどこか間違ったようなリサイクルに突っ込みをいれる役。
理沙ちゃん
育男くん同様リサイクル博士のどこか間違ったようなリサイクルに突っ込みをいれている。
エコちゃん
リサイクル博士の家の猫。ペットボトルの服を着せられて凄くにらんでいた。

お留守番入門
留守番をしながら主審をもてなすようなスポーツ。紅茶を二回ほど出してあげると喜ばれるが、三回以上になるとうんざりされる。主審は基本わがままで、機嫌を損ねるたびに点を減らしてくる（ただしカーテンに巻き付いて遊んでいた際にカーテンを壊した場合は叱りつけてよい）。そんな主審に腹を立てて手を出してしまうと大幅減点となる。
床屋・S・行け男（とこや ソロソロ いけお）
日本お留守番協会会長。その名の通りそろそろ床屋に行った方がいい程髪が伸びている。

### 豆岡高校シリーズ
様々な独特の部活がある高校。校歌は「豆豆お豆。ぼくらのまーめ（適当に歌う）。豆岡高校（ソラソファミド）」。一応四番まである。普通科と英語科があり校舎は一緒。
ツタンカーメン部
ツタンカーメンの仮面をかぶる部活。かぶった後は、特にすることはない。勧誘が異常にしつこい。誘い文句は「レッツ・ツタン!」
小池（こいけ）
ツタンカーメン部に無理やり入部させられた男子生徒。最終的にはツタンカーメン部を退部することになったが、生徒会役員になりツタンカーメン部の部費削減に青春を注ぐことを決意する。
朋子（ともこ）
小池の中学からの同級生。ツタンカーメン部に入部させられた小池のことを陰で「カーメン」と呼んでいるらしい。
西高ツタンカーメン部
ツタンカーメン部のライバル。メンバー全員がかなりの強面だが、小池が入った後の部活対抗戦では敗北していた。賞品は参加者5人に対しボールペン4個。仮面が縦に長いのが特徴。

黒登山部
顧問曰く、「山に登る人間は皆良い人である」と思って油断している登山者にいやがらせをして楽しむ21世紀の登山法を実践する部活。精神的な面が黒い事からこう呼ばれる。「心得その1」は「犯罪になるようなことはしない」、「心得その2」は「弁当を忘れずに」である。
丸本（まるもと）（声：矢部雅史）
担任に「7日以内に入部しないと溶けて死ぬ」と言われたため、嫌々黒登山部に入部。本当はサッカー部に入りたかった。
黒登山部顧問（声：うえだゆうじ）
丸本の担任。黒登山の創始者で『黒登山だっちゃ！』という専門書を自費出版したが、40万部が売れ残った。悪戯用の長髪のカツラを常備しており、おかゆを飲み物としており、水筒に入れている。長髪の登山者（声：内藤玲）を崖から落とし、生存していた彼に説教される。頂上に到達した際、叫んだ言葉は「黒ヤッホー」。

半開き部
目を半開きにする部活。手や口も半開きにするとなおよい。夏の大会は生八橋の箱の蓋を半開きにするという競技内容。なお、大会では一言いえば生八橋をひとつ貰える。
内藤（ないとう）
学級写真で目が半開きだったため目をつけられ、豆岡高校の特技生として推薦入学した。当然のごとく半開き部に入部させられた上、部長に選出される。自分の意思ではないにしろ「半開き部」に所属したため、石野に絶交された。中学時代成績が決して良くなかったため、推薦入学する以前に受験した高校にはすべて落ちていた。
石野（いしの）
内藤の中学からの同級生で豆岡高校の英文科に入学。自分の靴を隠したのが半開き部時代の内藤だったとを知り、一瞬戻そうとした縁を自らの拳で再び絶した。
半田（はんだ）
半開き部顧問。校歌をよく歌う。
島田（しまだ）
半開き部部員。座右の銘は「一富士 ニ鷹 半開き」。内藤に石野の靴を隠せと唆した張本人。
奥田（おくだ）
同じく半開き部部員。将来の夢は半開き屋さん。

おばけ屋敷部
おばけ屋敷の部活だが、その実態はただのこんにゃく好きのコンニャク部。
平野（ひらの）
黒田と一緒にサッカー部へ入部しようとしていたが、なぜかおばけ屋敷部の勧誘ポスターに惹かれてそのまま入部。1年間のブランクで、サッカーの腕は落ち、コンニャクのようなシュート（黒田がコンニャクシュートと命名）しか放てなくなる。
黒田（くろだ）
平野の友達。1年生ながらレギュラーのフォワード。
ゴースト井川（ゴースト いがわ）
おばけ屋敷部の部長。おばけのようなマスクをしているが、素顔は頬に「うずまき」がある。部で最も弱いと言われているが、本人は否定している。平野の提案でおばけ屋敷部を退部、コンニャク部を立ち上げた。
ポルターガイスト高松（ポルターガイスト たかまつ）
副部長。新入部員への自己紹介でいきなりこんにゃくを投げつけるなど行動は傍若無人。
フランケン中田（フランケン なかだ）
平部員。ポルターガイスト高松の必殺技を盗んで名前まで付けた。

砂部
“砂”と言う、2人の選手が砂場で50cm以上の高さの山をつくり、トンネルを貫通させ手と手（足でも良いらしい）が触れ合うまでのタイムを競う競技を行う部活。相手の山に触るのは反則。
枝山（えだやま）
言ったことには絶対責任を持ち、「枝山君は何部に入るの?」と聞かれた際誤って「すなぶっ」っと言ってしまったので、砂部に入部した。
砂部の部長
本名は不明。自宅の庭の広さは60坪あるらしい。
西高砂部
豆岡高校砂部のライバル。砂を見ると目が血走り見さかいを無くすらしい。
賢学園
豆岡高校と二回戦で当たった高校。必勝パターンがあり、砂の上部に人差し指を突き刺すというパターン。

おしくらまんじゅう部
おしくらまんじゅうの大会（おそらく部活からの出場）。一対一でおしくらまんじゅうをして、泣いたら（涙を流したら）負け。
俊（しゅん）
おしくらまんじゅうの大会に出場。ライバルであった渋沢に「決勝で待ってるぜ」といわれたが、実際は二回戦目で対決。
渋沢（しぶさわ）
俊のライバル。優勝候補だったが、大会で俊と対決した際に、前日、家の熱帯魚が全て死んでしまい、ザリガニだけになった水槽のことを考えてしまって涙をこぼし、負けた。
俊の知り合いの女子生徒
俊の事を心配する女子生徒。応援しているように見えて、おしくらまんじゅうにかける熱意を若干見下している。

### 企画会議シリーズ
さっぱり売れない各社の商品がなぜ売れないかを追求する。基本メンバーは社長+社員四天王で、社長以外はほとんど喋らない。
シール（貧弱!!ウキウキ製菓）
ビックリマンチョコのパロディ。リストラされた「動物襟巻の大石（おおいし）」の息子の写真のシールが入ったチョコレート、「ドッキリチャンチョコ」が妙にまったく売れない。メンバーは「社長 山川（やまかわ）」と商品開発部の「沖縄民謡の江崎（えざき）」「鎖使い 渋川（しぶかわ）」「熊殺しの多田（ただ）」「人間コンピュータ 河本（かわもと）」。
「社長」山川（声：矢部雅史）
ドッキリちゃんチョコを販売中止としたため商品開発部から恨みを買い、車にシールを貼られ、うまく剥がれなかった。
大石の息子
「動物襟巻の大石」の息子。開発部の社員が社長に抗議するために呼んだ。

ゲーム（ちくわの大杉）
不況に耐えられなくなってゲーム業界に参入したちくわ会社製の恋愛アドベンチャーゲーム。だがパッケージに書いてある可愛らしい少女が出てこない。メンバーは「社長」「ちくわ大好き 夏山（なつやま）」「ちくわ造形師 浅野（あさの）」「味見の鬼 糸井（いとい）」「ちくわ博士 山崎（やまざき）」
かおり・みゆき・かずみ
ゲームの登場キャラクター。全員眼帯をしている。
サバノビッチ
みゆきに代わって主人公とデートをする中年男性のようなキャラクター。右腕以外包帯が巻かれている。

シール2（ムキムキパン）
社長+社員一人という例外の形をとっている。子供たちに大人気の『ドキモン』を題材にした新商品「ドキモンパン（シール入り）」に入っているシールが全て主人公タケルだった。版権の関係で訴えられるため、正確な商品名は「ド○モンパン」である。ドキモンはポケモンのパロディ。このドキモンのアニメのオープニングは真ん中の2文字「キモ」のアップから始まる。最後のコマは『風の谷のナウシカ』を引用したものになっている。
「社長」 頬 こけ男（ほほ こけお）（声：矢部雅史）
製パン会社、ムキムキパンの社長。自ら買ったドキモンパンに入っていたシールが全てタケルくんだったため、商品開発部の島木に文句をつける。パンはあまり好きではない。
島木島美（しまぎ しまみ）（声：名塚佳織）
ムキムキパンの社員で商品開発部所属。ドキモンパンのシールの絵を描いた張本人。彼女にとってのドキモンはタケル君だけの世界らしい。ドキモンの登場人物は、タケル君以外は生き生きと書けない。以前ドキモンの同人誌を描いていたという経歴がある。
タケル
本家『ドキドキモンスター』の主人公。伝説のドキモン「フェニックス」を探す旅に出る。完全に飼っているドキモンになめられている。
エディ
サトルの家にホームステイしている留学生。はじめはサトルも賛成していたが、日本語が通じないということを知ったサトルに敬遠されていく。サトルがいないときにサトルの部屋でダーツをしている。

電池（（株）森山）
ソニーのようなビッグな会社を目指してとりあえず2年間電池を作ってみた。その失敗作の電池を窓から投げ捨てると必ず少年に当たる。メンバーは「社長」「フロ上り 川崎（かわさき）」「アフロマスター 鶴田（つるた）」「ポエマー 秋野（あきの）」「天才ハッカー 本田（ほんだ）」
勇斗（ゆうと）
母親に連れられている子供で、（株）森山の社屋の近くにいる通行人。4回も電池をぶつけられた上に、ファーストキスまで奪われた。

雛人形（人形の中谷）
雛人形が他社に比べて貧相で気の毒なので他社を驚かせる雛人形をつくってみる。社長は中谷（なかたに）。メンバーは皆口臭が凄まじい。
「人形界のメカニック」田嶋（たじま）
機械仕掛けの人形を得意とする。口臭が酷い。頭を引っ込ませてから大きな音を出すと、元に戻りながらボヤく雛人形を発表した。
「人形界のメイクアーチスト」 服部（はっとり）
誰よりも人形の顔にこだわる。口臭がすさまじい。顔が4つある阿修羅のような雛人形を発表した。
「人形界の貯蓄王」 市川（いちかわ）
お金をためることが大好き。口臭が計り知れない。貯金箱になる雛人形を発表した。
「人形界の口臭王」 西本（にしもと）
その酷く凄まじい口臭は計り知れない。全身がシジミの殻で覆われた雛人形を発表した。

おもちゃ（おもちゃメーカー五十嵐）
売れてはいるもののクレームだらけなので社長が言いたいことがあるらしい。しかし、社長が製作した商品は全く売れず、また社員に「アホ」といわれる。
「社長」 五十嵐（いがらし）
全然クレームが来ない「てんぐロボ」を作った。クレームが来ないのはひとつも売れていないため。
「蛇使い」 井口（いぐち）
箱のイラストと全く異なるさっぱりしたプラモデル、「無敵戦士ピクルス」を作った。
「おもちゃ博士」 上原（うえはら）
石の大きさがまちまちのオセロを作った。遊べない。
「親不孝」 菊川（きくかわ）
いやな積極性を見せる。
「大人ニキビ」 高木（たかぎ）
明治時代の名句を喋るおしゃべり人形、「しゃべりんぼ君」を作った。

### アイドル 牛山サキシリーズ
牛山サキ（うしやま サキ）（声：名塚佳織）
アイドルプロダクション「激突」に所属する売れない新人アイドル。これまでにファンからサインを求められた事が一度も無く、現在までに4タイトルのシングルCDをリリースしたが一枚も売れていない。赤の他人に騙されサインを求められたと喜んで記入し連帯保証人になり、莫大な借金（推定8百万円）を負い、常に自宅には取り立て屋が押しかけ、ストレスで髪をとけば大量に抜け落ちる。第6幕にてブルルさんに頭を割られ、それ以降、額にまるでシャア・アズナブルのような傷が残っている。実家の両親は食品販売業（肉屋、弁当屋等）を営んでいる。
マネージャー（声：うえだゆうじ）
20代前半でピチピチ青春丸出しのサキのマネージャー。なぜか黒飴をグミ、マシュマロなどと言い張る。15万円もする変な笛を所持し、肌が弱く、子供にも全力で接する大人げの無さを持つが故に幼稚園児から「最低の大人」と評された。社長の意向で一時期ブルルさんの担当にされかかったが、現在もサキの担当は継続している模様。
沼田さん&レバー上沼&サマー大沼
サキの楽曲のプロデュースをしている人達。いずれも沼の近辺に居住しているようである。
社長（声：矢部雅史）
アイドルプロダクション「激突」の社長。所属するアイドルがもっぱらサイン会しかやらないため、大して儲かってはいないようである。ネコを飼っているがあまりなついていない。
ブルルさん
サキの後輩アイドルで社長の知人の娘。とり肉を生で食べる事に関しては他の追随を許さず、大好物は文鳥とカナリア。通常の人語を話す事が出来ず、ブルル語という独自の言語を使用する。サキを真のライバルと認め、宣戦布告をした。
牛山夫妻
食品販売業を営んでいるサキの両親。元々は肉屋を経営していたが倒産し、その後、弁当屋を開くも金沢イボンヌ並みの早さでまた店を倒産させる。両親共に商才というよりは接客センスが皆無であり、弁当屋を経営していたころは、開店直後に店前で父親が朝からワインを飲み、店頭で嘔吐したほかそれに対し客達に逆ギレしたため一気に客離れを起こし、それにふて腐れて店の経営を放棄し引きこもってファミコンを10日連続でプレイして店頭の弁当（生肉が詰められただけの「肉だけ弁当」等、実質商品は肉屋のまま）を腐らせてしまったほど。父親は「シューティングの父」母親は「ドンキーコングの母」と呼ばれる（というものの実際は両親らの自称）までになっていた。

### 陰陽師シリーズ
阿部（あべ）（声：うえだゆうじ）
歴史的人物安倍晴明がモデル。霊を怖がる陰陽師。怖い目に遭うとよく嘔吐する。他にも失神・脱臼などのバリエーションがある。式神（主にリーマン）を出すことは出来るが引っ込めることは出来ない。リーマン以外の主な式神に「ニャンコさん」、「ブタバナさん」、「秋葉原行男」、「ダブルスカート平井」などがいる。式神を呼び出す際の呪文は「サインコサインボインボイン…ボインったらボイン!」「サインコサインボインちゃん!」など。
鈴木太郎（すずき たろう）（声：内藤玲）
霊を退治するために町長からカレーパン1個で阿部に同行するよう雇われた、村で唯一の空手家。霊は苦手だが、阿部よりは強い。
町長（声：矢部雅史）
カレーパン1個で太郎に阿部の同行を依頼した。結果、太郎に恨まれる。
霊・鈴木夕子（親が離婚する前は佐藤夕子）
逃げた飼いネコを探すために森を彷徨っていたら、木の枝に刺さって死亡した霊。ポスターを製作した。幽霊らしくするために怖い顔をしていた。
リーマン（佐藤3人・鈴木2人）（声：矢部雅史、前田剛）
最初に阿部が出した式神。苗字が被っているため阿部に「嫌なフルハウス」と言われた。佐藤の一人が話を無理矢理、営業の話に持っていく。仕事に誇りを持っている。
ニャンコさん（声：名塚佳織）
阿部の出した式神のエース。「ニャンパラリ〜」が口癖で、ニャンコルールに基づき「ニャンコール」と言われると出てくる。時折、皆がピンチに陥ると、「心配には及ばん!」の言葉と共にコマに登場する。のどをなでられるのが好き。ニャンニャン幽体離脱（ニャンコさんの幽体はほくろが多い）が得意だが、長時間続けると内臓が腐るという欠点がある。その他の有名な得意技はニャンニャンテレパシーがある。阿部同様式神を出すことができる。作者増田こうすけがネコが好きなため、お気に入りのキャラクターでもある。
大江香織（おおえ かおり）
自宅での怪奇現象について阿部に相談を持ちかけた依頼者。自己紹介の際に自分の名字と、阿倍が嘔吐した際の「おおえっ」という声が被り、ニャンコさんにお笑いネタだと思われた。
ブタハナさん
豚の鼻に、足が4本ついた式神。「ブーブー」言うことにかけては式神の中でも中の上。おそらく普通に喋ることができる。
秋葉原行男（あきはばら いくお）
大江香織の家に憑りついた式神。理由は近くにアニメショップがあったから。眼鏡を掛け、髪を後ろで結んでいる。「アニメに恋して悪いか!」が心の叫び。日本のアニメの世界的な評価の高さを口にした。
ダブルスカート平井（ダブルスカート ひらい）
阿部が呼び出した式神で、腰と膝にスカートをはいた中年。自分でも歩きにくいことを自覚している。
依頼者の男
写真を撮るのが趣味。撮った写真におかしな物が映ることについて阿部に相談を持ちかけた。
悪霊
依頼者が持っていたカメラの元の持ち主。見た目は普通の男性。生前パンチラ写真が撮れなかった未練でカメラに憑りついていた。19歳。依頼者が自分より年上だと知るや否や態度を改める。依頼者の策略で成仏させられた。
ワイルドタイガーウルフ
破壊王の異名をとる強力な式神。しかし腕を怪我すると小ぶりなしじみの貝柱並みの力しか出せない。登場時には象と腕相撲をしたことが原因で腕を怪我していた。

### 盆踊れ!ワンダフル魁シリーズ
川田ワンダフル魁（かわだ ワンダフル さきがけ）
苗字が「川田」で「ワンダフル魁」は名前。頭頂が禿げており後ろ髪が長め、裾の短いシャツという出で立ちの中年男性。魚のような声をしている。村の盆踊り大会の先生として米原にワンコイン（500円）で呼ばれた盆踊りマスター。しかし実際は盆踊りの「ぼ」の字も知らないような素人だった（元々無職だったが、親が何かやれとうるさくて仕方なく盆踊りマスターになった）。「ワ〜ンダフル〜」と言いながら両腕をクロスさせるポーズや「ワキキュバブ」と呼ばれる脇を使った楽器などオリジナリティあふれる特技を持つ。学生時代に自作映画「ヤグラVSメカヤグラ」を製作したことがあるが、本人いわく「最低の映画」だったとのことである。キャラクター人気投票9位。
米原（よねはら）
村の盆踊り大会実行委員会の会長を務め、ワンダフル魁を村に呼んだが結局盆踊りは中止となった。これはワンダフル魁の無力さも勿論のこと、米原自身も盆踊りに関する準備をほぼ何もしていなかったということも原因のひとつ。ワンダフル魁をやけに擁護していたが、ワキュバブを披露された辺りから疑問を抱くようになる。
望月（もちづき）
おそらく上京していて普段は村にはいないが、夏休みの盆踊り大会のために帰省した米原の友人。ワンダフル魁を最初から嫌っているが、彼からは初対面で告白されるほど好かれている。

### 死んだ私…シリーズ
死んだ私とアマンダさん
本山素子（もとやま もとこ）
間違って水の張っていないプールに飛び込み、死亡した。アマンダさんが死神をレーザーで倒した隙に生き返りの呪文（アブラカダブラ　ホイホイホイ）によって生き返った。
アマンダさん
外国人。もずくの食べ過ぎによって死亡した。普通の霊と違い、体が物をすり抜けないので、カップルの頭をかち割って殺害する（後に二人は呪文で生き返った）。素子が生き返った後も、素子の家の庭に木の枝で文字を書いている（もちろん見えない）ことから、まだこの世にいる様子。過去にイボが爆発したことがある（彼女の日記から判明）。普段は片言だが、逆上したときには普通の口調になる。得意技は「アマンダレーザー」、口癖は「ン〜フ〜〜〜〜ン?」。キャラクター人気投票7位。
足立区の死神
アマンダさんに頭をかち割られたカップルを生き返させた。アマンダレーザーで痛い目にあったので、死神を引退した。その後、ちゃんこ屋をやる模様。
千代田区の死神
アマンダレーザーを受けた足立区の死神に「どうした?」と疑問を問いかける。

死んだ私は太陽にほえる
沢村さゆり（声：名塚佳織）
お魚（カジキマグロ）をくわえた猫が車に轢かれそうになったところを助けたところ、カジキの鼻先が腹に刺さって死亡した。松田優作のファンで、腹を怪我して死んだことで「なんじゃこりゃあ」を最期の言葉にしようと死神に蘇生を要求する。
杉並区の死神（声：うえだゆうじ）
さゆりのわがままを聞く羽目になった死神。アンコールに応えて2回蘇生させた。
さゆりの友人（声：三瓶由布子）
千代田区の死神により2度も生き返ったさゆりに驚く。
国語のゴリ松（声：前田剛）
さゆりの高校時代の国語教師。彼のせいで2回目の最後の言葉も間違えることになる。

### アンラッキーシリーズ
登場人物が次々に不運な目に合うシリーズ。
アンラッキーエンジェル
YOUHEI（声：内藤玲）・TAKUO（声：矢部雅史）・JUNJI（声：うえだゆうじ）・HAYATO（声：前田剛）
何をやってもついていない適齢期を過ぎた4人組のビジュアル系バンド。ファーストシングルは「聖なる三十路」。ジャケット写真の撮影をするが、次々に崖から転落してゆく。
新人カメラマン
声：名塚佳織
アンラッキーエンジェルのファーストシングルのジャケット撮影が初仕事のカメラマンだが、最終的には被写体に全滅されてしまう。

アンラッキーフレンズ
本田（ほんだ）（声：うえだゆうじ）・北原（きたはら）（声：うえだゆうじ）・厚子（あつこ）（声：三瓶由布子）・ベン（声：うえだゆうじ）・向かいのおばさん（声：三瓶由布子）・石井石子（いしい いしこ）（声：名塚佳織）
一人暮らしをする主人公石井とその知人が次々にベランダから転落してゆく。

アンラッキードライブ
島村（しまむら）・川島（かわじま）・石川（いしかわ）・車の運転者
ドライブ中の友人4人が次々と車から投げ出される。

アンラッキーマラソン
日本のマラソン選手、笹山・角田・大河原と外国人のフーパー
給水に失敗して次々とリタイアしていく。結局全員リタイアする。

### ゲーム大好き兄弟シリーズ
二郎（じろう）
兄にゲームを買いに行かせる少年。結果、名前の似ているだけの、まったく別のゲームを買ってこられ、最後は兄にその弁償を要求する。
二郎の兄
二郎にゲームを買いに行かされるも毎回間違ったタイトルのゲームを買ってくる。最後に弟に弁償をせがまれるが、無職で金が無いので弁償できない。
ラッキー
散歩中の犬。飼い主と共に、二郎の兄が購入するゲームを間違える原因となる。
「ワールドサッカー ウイニングイレブン8」編（海に行くイレブン8）
△ボタンを連打するだけのゲーム。
レッツ剛田（レッツ ごうだ）
海に行く11人からただ一人漏れた選手。自分が漏れたことに怒りをあらわにし、試合では敵チームに所属。敵チームの中では唯一ゴールを決めたが退場にもなっていた。第2回キャラクター人気投票9位。

「バイオハザード アウトブレイク FILE2」編（ないよデザート ある日のブレイクタイム中）
プレイヤーは全く操作させてもらえず、勝手に話が進む。
山本たかし（やまもと たかし）
ゲームの主人公。玄関の鍵穴にねじ込まれていたケーキを耳かきでほじって食べた。
たかしの母
ケーキを玄関の鍵穴にねじ込んだ張本人。
たかしの父
山本家で一番部屋が狭い哀愁じみた父親。

「マリオテニスGC」編（わりとテニスGC（がっかり））
テニスゲームではなく、テニスラケットによる頭叩きゲーム。点数がパンツに変換される。サーブがAボタン。
丸尾（まるお）
ゲームの主人公。常にラケットを持っている。サーブする度に不満声を出す。丸尾のサーブは他人の頭をたたくという悪質なもので、最終的に自分の頭を殴打する。
田中（たなか）
丸尾の同級生。丸尾にラケットで頭を殴打され殺害されてしまう。
先生
丸尾の担任。田中の死亡について叱責中、丸尾に頭を殴打され血まみれにされたにもかかわらず、丸尾がテニスの試合に出場することに対してエールを送るなど異常な心の広さを見せる。
対戦相手の生徒
テニスの試合での丸尾の対戦相手。試合開始直後に、伸びた丸尾のラケットによって殴打され負けを認める。
丸尾の母
帰宅した丸尾に玄関で殴打される。

「ファイナルファンタジー・クリスタルクロニクルリング・オブ・フェイト」編（おいなりファン タジタジ TELしたらすぐに来る キング オブ バイト）
その名のとおり、いなり寿司を頼むゲーム。最後にいなり寿司を書いたら終わる。
主人公（オレ）
ゲーム開始早々「いなり寿司しか食べたくない宣言」をし、いなり寿司の出前を取る（最初、次郎にがまんするを選択され凄まじい形相になる）。
また、配達途中にいなり寿司を3つつまんだバイトにバトルを申し出たが、逆ギレされタジタジした。
バイト
いなり寿司を配達してきたバイト。配達途中にいなり寿司を3つつまんだ。
「鉄拳6」編（『せっけん6コ』）
対戦格闘ゲームだが、石鹸を忘れた主人公が、銭湯で頭を洗っている人を蹴り石鹸を奪うというゲーム。操作方法は△ボタンのみ。このようにして石鹸を7つ集めたら願いがかなうと主人公が思い込むが、6コで満足してしまい、「友達百人できますように」と願い、結局一人として出来ず、それを運のせいにして終わるというゲーム。
主人公
このゲームの主人公。銭湯に行くが、「せんとうはきもちいいなあ　おしっこでそう」、「からだをあらわなきゃ　あ、いけね せっけんわすれた」などと、いろいろ汚い人物。しかも石鹸を忘れたからといって他の客をぼこぼこにして石鹸を奪おうとまで言い出す始末。途中で奪った石鹸をなめたりもする。
頭を洗っている人
主人公に最初に倒された人物。主人公に蹴られていき、だんだん顔が苦しそうになっていく。最後倒れても鏡に映ったままというバグもあった。

### ヨガシリーズ
大野 大（おおの まさる）
声：うえだゆうじ
ヨーガ教室の講師（しかし生徒がいないため実質無職である）。無類のヨーガ好き。子供が友達にケガをさせた慰謝料をヨガの月謝で支払おうとする。
大野 加奈子（おおの かなこ）
大の妻で、別居中。息子と一緒に住んでいる。
大野 学（おおの まなぶ）
声：名塚佳織
大の息子。

### 漫画家シリーズ
打ち切り漫画のパロディ。
夢野カケラ（ゆめの カケラ）（声：前田剛）（第3期：内藤玲）
人気のない漫画家。絵自体はそれなりに綺麗だが、顔の書き分けや個性などのキャラクター造型がうまく出来ない上、発想がありきたりなため連載している漫画は常に人気がないが、最終回の伏線回収の技術には定評がある。「パンチラ」を好む。
ソードマスターヤマト
主人公ヤマトが悪の化身、ベルゼバブと戦うバトルファンタジー漫画。しかしありがちな設定や編集者の小島による誤植などの問題から不人気で10話で打ち切りとされた。だが、最終話の伏線の回収（3ページで四天王全員が死に、ベルゼバブと対峙するなど）に関しては一部で評価されている。「これをアニメにしておくれ」ランキングでは1位を獲得した。第一話から妹がいることが示唆されていたが、「別にそんな事はなかったぜ!」と片付けられる。
ヤマト（声：矢部雅史）
「ソードマスターヤマト」の主人公。
宿敵ベルゼバブに両親を誘拐され、ベルゼバブを倒すために旅に出る。
サイアーク（声：竹本英史）
「ソードマスターヤマト」の登場人物。四天王の一人。本来は10回刺さないと死亡しない設定だったが伏線回収の為に1回刺されただけで死ぬという設定になってしまった。四天王の中でも最弱。名前の由来は最悪。
キョウアーク、ゴクアーク、レツアーク
「ソードマスターヤマト」の登場人物。残りの四天王。サイアークが倒された際にはサイアークを罵倒していたが後にヤマトに全員まとめて刺殺された。名前の由来は凶悪、極悪、劣悪から。
ベルゼバブ
ソードマスターヤマトの登場人物。悪の化身。ヤマトの両親におむすび一個で地獄の労働をさせていた（最終的には、やせてきたので最寄りの町へ解放した）。倒すには聖なる石が必要と思われていたが実はなくても倒せる。

小島（こじま）（声：うえだゆうじ）
初めて恋人ができたことに浮かれて「ソードマスターヤマト」に大量に誤植をした『月刊チェヨンス』編集者。「やっちゃったぜ」のような喋り方が気に入っている。だが初デートの前に恋人に振られ、ショック死してしまう。
富田（とみた）（声：うえだゆうじ）
死んだ小島の代わりに担当になった冷たい性格の編集者。「ソードマスターヤマト」の打ち切りを宣告する。
決めろ!キラメキシュート〜涙の方向転換〜
廃部寸前のサッカー部が全国制覇を目指すサッカー漫画。しかし主人公に魅力が無い為常に不人気であった。その為編集者による様々な路線変更を3ページで決行した。
しかしあまりにも詰め込みすぎたため不人気に拍車をかけ打ち切りとなった。最終回は1ページのみで伏線を回収している。
住田（すみだ）（声：うえだゆうじ）
ネットの書き込みをよくチェックしている『月刊チェホンマン』編集者。「ビリッケツ」のような喋り方が気に入っている。夢野カケラのことを「センスが無い」と自覚しているようである。

ララ美☆リアリティ
少女漫画家の恋野YOKANが「別冊ずぼん」で連載している少女漫画。少女漫画であるためか、女性キャラに関しては目の瞳が大きく描かれている（特に主人公のララ美）が作者の恋野が変な部分にリアリティを追求するため、編集者の林田と揉めてしまう。この回では夢野とは逆に編集者がツッコミに徹しており、彼女自身がボケに回っている。
恋野YOKAN（声：名塚佳織）
少女漫画家。夢野カケラやマンガ描男とは違って描いている漫画は人気であるものの、打ち切りに怯えており編集者の林田からの電話を打ち切り宣告と思って何度も取り乱す。
ララ美（声：佐藤なる美）
拓也に片思いする主人公で、近眼で眼鏡をかけていたものの、拓也の一言でコンタクトレンズに変える。
拓也（声：うえだゆうじ）
アフリカのマサイ族の視力を持つ、ララ美を初めとする女子生徒に人気が男子生徒。
林田（声：矢部雅史）
『別冊ズボン』の編集者。恋野にコンタクトレンズを描き直す事を依頼するも恋野と激しい議論になってしまう。彼女からお寿司ばっかり食っている人と思われている。

恋のトライアングル
夢野カケラが集A社に持ち込んだ新作ラブコメディ。
こちらは今までの連載とは違いゲーム化を果たした。
しかし開発スタッフが原作漫画が嫌いで読んでいなかったため、ゲームは極めて低質なものとなった。
マンガ描男（マンガ かくお）
「どっこいおむすび君」「すっぱいうめぼし君」の作者。夢野カケラの連載する先々の漫画雑誌で偶然にも彼も連載作を持っていることが多い。
彼もあまり人気が無いが、夢野カケラより人気はあるようである。夢野カケラのことは嫌いらしい。最新作は「かったい!おもち君」。
どっこいおむすび君（声：矢部雅史）
小学生のへぼ太君の部屋に住んでいるおにぎり、へぼ太君（声：前田剛）をいじめっ子のゴリアン（声：長濱博史）や自慢したがりやのカネ丸君（声：大地丙太郎）から守っている。『ドラえもん』や『アンパンマン』のパロディ。シュールでオチが釈然としない四コマ漫画を展開するも、不評だった為に短命に終わった。しかし「ソードマスターヤマト」の最終回より扱いは上だった。
すっぱいうめぼし君
マンガ描男の次回作。基本的に「どっこいおむすび君」とほとんど同じである。唯一の違いは毎月3ページでの連載（「おむすび君」は4ページ）。最終回は1ページ増えていた。

日本庭園めでる（にほんていえん めでる）
ベテラン漫画家。故意ではないとはいえ票田を簒奪した夢野を恨んでおり、また日本刀コレクターのため、刃傷沙汰を危惧されている。代表作は「鯉のTRY! あんぐり」。
持込高志（もちこみ たかし）
19歳の新人漫画家。上京するなり出版社に『ラブファイト!来夢』という漫画を持ち込んだが、その出来は酷いものである。それにもかかわらず謎の自信に満ちあふれており、本人の中では連載が決定事項で「アニメ化が決まったら連絡してほしい」などと言う始末。過保護で口出しの多い母親がついてきており、本人は鬱陶しがっていた。
ビッグ御所
大御所漫画家。「でふれ☆スパイラル」という漫画を掲載している。これが原因で「デーモンバンパイア」の第1話は72ページを大幅に3ページに減らされた。
富士36
新人漫画家。月刊チェジウのルポ漫画「漫画の極意」で夢野を取材するも、彼自身の記憶力の無さのせいで、夢野の回答をめちゃくちゃにしていた。

### 旅お兄さんシリーズ
旅お兄さん
さまざまな観光地や名所を訪ねているものの、途中でさまざまなトラブルに見舞われている。マイナス思考で、しまいにはキレている。最終的に、「もう旅なんかしない!」「旅なんてクソだよ!」などと言い出して終わる。

### ショートギャグと2・4コマ
このカテゴリは「か型形容詞+ショートギャグまた2・4コマ」のタイトルがついた。
塩水（しおみず）
担任がクラス全員にあだ名を付けたところ、他の全員が外人の名前なのに斉藤（さいとう）だけこのあだ名を付けられ泣く。
ザ・ゴリラファイター
プロサッカー選手の上田の試合を応援しに来ていた。素性は全くの不明。その後、上田の実家にまで付いて来る。
和美（かずみ）
相当なうっかり者の女性。恋人との約束を忘れて、恋人と共に過ごす予定だったクリスマスの日に教習所に行っている、結婚式当日にスカパーのアンテナを付けている、出産日に陣痛に耐えながらパンを買っているなど、全く関係ない行動ばかりしている。
和則（かずのり）
和美の恋人で、間に子供もいる。

### さわやかショートギャグシリーズ
ヤスオ
微妙な公園で遊んでいた少年。リアクションに困っていた。
ヤスオの父
微妙な公園でヤスオと遊んでいた父親。せっかくの休みなので楽しんでいるふりをしていた。
大名
参勤交代中にフック状の何かが引っかかってしまい悶絶していた。
小野（おの）
学校の先生。頭に斧の刃が刺さっている。校長先生が負傷したのは、おそらく彼の故意によるもの。また、校長が復帰した際も、謝るふりをしながら明らかに校長を斬りにかかっていた。
校長先生
小野の斧で頭を負傷した。一度やられたことで小野の刃を見切ることに成功、最終的には真剣白羽取りで小野の刃をはぎ取った。
料理番組の先生
料理番組なのにも関わらず、なぜか料理を作らない先生。顔のつくりが明らかにおかしい。
番組のアシスタント
先生の代わりに料理を作っていた。
歯科助手
歯科医の手伝いもせず、口に骨をくわえたまま患者をにらんでいた。
艦長
潜水艦艦長。敵国の潜水艦に魚雷の発射命令を出す。
操縦士
潜水艦操縦士。敵国の潜水艦に魚雷を当てようとするが、上にチョロっと出てる方を狙ってしまった。

### その他単発

#### 英会話入門-トーマスの素顔-
英会話教師
英会話教室を営む男性。訪れた女性客に無茶苦茶な商売を行う。
トーマスさん
みかんとびわが好き。一番食べてみたいのは「みわ（みかん+びわ）」。
ガルシア
架空の人物。9人いる設定。英会話講師の数の多さをアピールするために作り出した。

#### 青春のしたたり-サッカー部の巻
山田（やまだ）
サッカー部のFWでありキャプテン。しかし、最後の試合まで1回もゴールを決めたことがないので、メンバーから「ペドロン」と呼ばれていたが、最後の試合で先制点を決めることが出来た（なお、その後チームは15点を決められて逆転負けした）。最後の試合では水筒にレモンティーをいれていた。
監督
サッカー部の監督。選手には、高校を卒業して立派な人間になり、自分の老後の面倒を見てくれると信じている。
最後の試合で山田と同様にレモンティーを持ってきた。
本当はアニメ研究会の顧問だったが、気づかずにサッカーの監督をしていた。

#### 夏のお願い
宇宙人の兄
地球に観光に来た宇宙人兄妹の兄。人間の姿に化けていたが、暑さのため頭の触角の変身が解けたところを通りすがった人間に見つかりそうになったため、妹に触手を引き抜かれた。生えてくる望みは薄い。
宇宙人の妹
兄の触角を引き抜いた妹。アイスの当たり棒を「たたり」と読み間違え、祟りを振り払うため神社へお参りへ行った際、兄が祟り回避を、妹が兄の触角が生えてくるよう祈願するはずが、妹も兄と同じ願い事をする。

#### 正月バント-ズボンの行方-
サンタ
トナカイが先に北極へ帰ったため、一人残って上野家にプレゼントをあげるために登場する。プレゼントは刺身醤油、醤油まみれのバット、最中などがあるが最中の数が異様に多い。食べると「ジャリジャリ」する。最後は警察に突き出されるが無くしていたズボンが届けられていたため公務員の中で一番嫌いだった警官を少し好きになった。
上野シゲル（うえの シゲル）とその両親
下半身がパンツだけだったサンタを変人と見なし、警察に突き出した。クライマックスでは目立たなかった妻が大活躍し、最後はシゲルが人生初のバントを成功させ、サンタを倒した。

#### サタン
宮原 一（みやはら はじめ）（声：うえだゆうじ）
名古屋魔法学院の学生。あだ名はアニメ。サタンをあたま3分の1くらい召喚した人物。ラジオのはがきを読まれる際、ペンネームではなく本名を読まれたことで自暴自棄になっている。
先生（声：矢部雅史）
最初宮原に「じじー」と呼ばれる。サタンの頭にお尻攻撃を仕掛け、キレさせた。
宮原の友達（声：名塚佳織）
宮原と先生が魔法陣に乗った状態で呪文を唱えたため、2人をサタンと一緒に魔界へ送る。

#### 天国の死闘-母をたずねて-
閻魔大王
死者を天国と地獄に分ける閻魔大王であるが、悪人に怯える。秘書の鬼男から「大王イカ」「変態大王イカ」「セーラー野郎」「コシヌケ」「フヌケ」などと呼ばれる。鬼男が助けを求めているときも緊急脱出した。閻魔7つ道具を持っている。その1「変身コンパクト」悪ゴメスを止めるときライオンに変身したはずが「後髪長男（うしろかみ ながおとこ）」に変身した（鬼男命名）その後、悪ゴメスの母に変身するが、大きすぎて悪ゴメスが気絶する。その2「セーラー服」ちょっと売っていたから買ったらしい。その3「毒の吹き矢」逆切れして折った。その4「スーパータモ」スイッチを押すと観音開きから観音様（普通の中年男）が見える。鬼男に折られる。その5「セーラー服」2着目。その6「思い出のカスタネット」無駄に大きい。その7「セーラー服」3着目。なおこの閻魔7つ道具は持主同様使えない。最後に悪ゴメスの母を捜す旅に出たが、30分後、善ゴメスの母を連れて来た。
鬼男（おにお）
閻魔大王の秘書。頭から小さな角が2本生えている鬼。爪を伸ばし、悪ゴメスに戦いを挑んだが一撃で負けた。そのときに手の大きさを比べっこしていた閻魔大王に怒り、刺した。ツチノコの存在を信じていない。大王のボケにはすかさず辛辣なツッコミを入れる。コシヌケから始まり、ぶっ殺すとまで言った。
善ゴメス
天国にいた悪くない方のゴメス。気付かないうちに閻魔大王のパーティーに入れられていた。鬼男と侃侃諤々の議論を繰り広げる。最後に現われた母は善ゴメスの方の母。
悪ゴメス
前科10犯の悪人。額に大きな傷がある。本来は地獄行きだが、母に会うため強引に天国に行くが、結局会えなかった。最後は地獄に連れて行かれ、血のお風呂に入っていた。鉄臭かったらしい。

#### バンパイアパワー
バンパイア北島（バンパイア きたじま）
幼稚園児より弱いバンパイア。バッタと同じくらい弱い（バッタと言っても大きい方）。女性の血が吸えないため力が落ち、力が落ちるため女性に簡単に撃退される、という悪循環に悩まされている。アニメのキャラクターに傾倒している小松を更生するために、バンパイアとしての生き方を教えようとするが、血を吸おうとした女性に返り討ちにあう。最終的にはてんとう虫より弱くなり死の寸前に追い込まれるが、『デビルキラー夢子』（後述）の同人誌を書くことで再びパワーがみなぎってきた。
バンパイア小松（バンパイア こまつ）
アニメおたく。『ドラゴンキラー愛子』（後述）のファンで、Tシャツやポスターなどのグッズを所持している。自分で書いた同人誌の中で愛子の血を吸うことで、現実で血を吸わずにいられるらしい。ショックを受けると我を忘れてスライディングする癖があり、『ドラゴンキラー愛子』が終了したときには、ショックでアパートの壁をスライディングで突き抜けた。
ドラゴンキラー愛子（ドラゴンキラー あいこ）
水曜7時に放送しているアニメ番組。主人公の愛子の得意技は焼けた熱い鉄の棒を相手に押しつける愛子アタック。
デビルキラー夢子（デビルキラー ゆめこ）
ドラゴンキラー愛子の後番組。主人公の夢子が敵に熱い鉄の棒を押し付けたりして活躍する。北島が惚れ込んだ。相棒のワン太はことあるごとにワンワン吼える。彼に自身のアップを邪魔された。

#### 25世紀の時代劇
時代劇『水戸黄門』を楽しんで鑑賞中の孫とおじいちゃん。「いつまでも続いてほしいが未来の水戸黄門がどうなっているのか」というふとした疑問に応えて現れたドラマの精に誘われ、25世紀の水戸黄門の撮影風景を見ることとなる。
孫
水戸黄門が好きな少年。「殺しまくれ」「死ね」等言葉づかいがやや乱暴。帰ってからドラマの精を罵倒するも彼女にこめかみを抓られてすぐさま謝罪。
おじいちゃん
孫と水戸黄門を鑑賞する老人。帰りのタイムスリップ中に23世紀で落とされ、世界の破滅を目撃する。行きと帰りのタイムスリップ中に妖精や孫と手を繋いでいたせいか肩の関節が外れる。
ドラマの精
おじいちゃんと孫を25世紀にタイムスリップさせ、未来の水戸黄門を紹介する妖精。自分を罵倒した孫を無表情なまま抓るという一面を持ち合わせている。
黄門様
水戸黄門の主役であるいわゆる水戸光圀。25世紀の作品ではムキムキな老人で、上半身は白いランニングシャツ一丁。印籠は自分で出し、「この紋所が目に入らぬか」も自分で言う。悪を成敗した後のお決まりの台詞は「お前らは…社会のゴミだ！」。
助さん
いわゆる佐々木助三郎。上半身は黒いランニングシャツ一丁。黄門様が既に印籠を出したにも関わらずリュックサック大の大きな印籠を続けて出し、「この紋所が目に入らぬか」も重ねて言う。決め台詞は「元気百倍だぜ！」。
格さん
いわゆる渥美格之進。上半身は黒いランニングシャツ一丁。またきわめてブサイクな顔をしている。本来原作で印籠を出すのは彼の役であるが、黄門様、助さんが印籠を出した後に良く分からない複雑な形状の物体を取り出して「これがなんか…何だこりゃー！？」と言う。決め台詞は「昨日まで泣き虫だった自分に…グッバイ！」。
朴さん（パクさん）
25世紀の水戸黄門で登場する新しい人物。戦闘では敵の攻撃を避けるので精一杯。白いランニングシャツを着て、格さんが良く分からない物体を出した後に謎のねばねばした物体を手から滴らせながら「これ…なんかヌルヌルー！」と言う。決め台詞は黄門様の「お前らは…社会のゴミだ！」を繰り返す。

#### CDと恋 - BLOOD -
久保（くぼ）
前野に片思いしている男子学生。前野と下校中に雨が降ってきて雨宿りをするも、入った店は変なCDショップだった。前野が買った変なCDを聴くために初めて自分の部屋に前野を入れるが、そのCDのせいでムードは最悪なものとなる。おまけにCDを置いて帰ろうとしたことを指摘したことから、前野に嫌われる。動揺すると「パオマァ」と叫ぶ癖がある。
前野（まえの）
雨宿り先のCDショップで頭が良くなるという怪しげなCDを購入。久保宅で聴いたときに一旦は「無駄な買い物をした」と落胆するも、ちょうど久保宅前を通りかかった自身の発明で筋肉ムキムキになった吉沢を見てCDの効能を確信。テストのために自宅で我慢して聴き続けた翌朝、彼女は久保の手の届かないところへ行った。吉沢の考えた行である「お死マェバッしマァッアバァッ」行を上手く発音できる。
吉沢吉男（よしざわ よしお）
CDショップを営む博士風のオッサン（本人いわく発明が本業でCD販売は副業）。「筋骨隆々になるおでん」など怪しげな発明をする傍ら、「お死マェバッしマァッアバァッンジョヴィ」（端的に言えばボン・ジョヴィ）というソロプロジェクトを展開。聴けばIQ5億という謳い文句でCDを発売している。後に筋骨隆々になるおでんを食べすぎて、筋肉が異常発達する。そのせいで体中から血が出るようになったため病院に行くことにした。ただし、保険証はもっていない。

#### 宇宙鋼鉄戦士 ボンゴレ
SFロボット作品風ギャグ。宇宙を航行中に敵対宇宙人からの奇襲を受けた宇宙戦艦内での乗員達のやり取りを描く。ボンゴレとは作中に登場する宇宙戦闘用の搭乗式ロボットの名称である。
石崎ジョー（いしざき ジョー）
ボンゴレの操縦士。セクハラをする艦長に対して「駄目だこのおっさんは」という目をしたことで嫌われる。
本郷ダン（ほんごう ダン）
ジョーの先輩で、ボンゴレ2の操縦士。ボンゴレの操縦には慣れている。過去にも色々な戦場に顔を出し、まずまずの結果を残してきた。戦いが終わったら妻のいれたコーヒーを飲むつもりだったが、願い果たせず宇宙人にロボットを撃たれて討ち死にする。サングラスをしていて顔に傷があるという見た目の割りに弱かった。
艦長
ジョー達の乗る宇宙戦艦の艦長。石崎を「クソ崎」と呼ぶ。戦艦乗員のフミコに関心があり、ことあるごとに性的嫌がらせをしているために嫌われている。その際に石崎に見下されたような目つきをされたことから石崎を嫌うようになり、確かな殺意まで芽生えた。石崎に対して嫌う理由を話す際に鬼のような顔をした。宇宙空間でも生きていられるほどの体力の持ち主。
フミコ
戦艦の乗員である女性。艦長のセクハラにうんざりしており、時に度が過ぎるようなら自身の席にあるスイッチを押し、艦長を宇宙空間へ放り出すシステムを使うほど強かな心の持ち主。ジョーのことはそれなりに慕っているが、つい艦長につられて「クソ崎」とうっかり彼を一回呼んでしまう。
河本太志（かわもと ふとし）
バリアーの元となるエネルギーを作り出している太った男。ダイエットのためにルームランナーのようなものを使って運動していた際、エネルギーを艦長に利用される。
ボンゴレ
宇宙戦闘が可能な搭乗式ロボット。カプセル状の胴体に手足が生えたような外見をしている。機能改良機のボンゴレ2も存在する。艦長の石崎への嫌がらせでリアルな男性の頭部のような見た目にされてしまう。

#### 東京
父
「東京は怖いぞ」と様々な作り話を聞かせて息子の上京をやめさせようとする。その内容は芸能人は全員2メートル以上ある、東京タワーが赤いのは田舎から上京してきたものたちの血である、などデタラメばかりである。なお、この「東京」はアニメ版『ギャグマンガ日和』（第1作）のオープニングテーマのバックになるアニメとして使われている。
子
上京を考えていたが、父親に東京の恐ろしさを聞かされ、あきらめる。しかし今度は大阪や名古屋へ行くと切り出す。いずれも父親の作り話で怖さを聞かされる。

#### すごいウォーズ
スターウォーズのような映画で、ジュースを8万円、ポップコーンを12万円で売りさばいている。ロケ地は鳥取砂丘。
坂井（さかい）
坂井の友達の実家で『スターウォーズっぽいもの』をやっていると聞き、実家に行くが、自分で『こんなスターウォーズっぽい映画は嫌だ』と考えた内容と映画がほとんど一緒だった。そして『すごいウォーズ』に大声でツッコんでいたため、キスシーンで手を握ろうと企んでいたのに由美（後述）に席を1コずれられた。しかも由美が思わず『喉が渇いた』と口走ったために、8万円のジュースを買う羽目になった。
坂井の友達
坊主頭。実家は映画館と喫茶店を運営する。またある日、首の寝違いを理由に欠席した。実家の映画館は後に『すごいウォーズ』の成功を受け『マトリックスゴイ』を上映している。
由美（ゆみ）
坂井の恋人。坂井が映画にやたらとツッコむので、席を1コずれた。また、思わず『喉が渇いた』と口走り、坂井に（ジュースを買わせるつもりはなかったが）8万円のジュースを買わせてしまった。
リンダ・スミス
『すごいウォーズ』のヒロイン。はるばるハリウッドから来たが、嫌気が差して途中で降板した。映画では、ヒロインが腹痛で倒れたことにして、ルーシー大岩と交代し、最終的に懲らしめられた。
ルーシー大岩（ルーシー おおいわ）
『すごいウォーズ』の途中から交代したヒロイン。前のヒロインより演技が格段に下がっている。キスシーンが汚い。

#### フロムアメリカ
大谷政男（おおたに まさお）
転入生。自己紹介の際、成り行きからアメリカ出身と嘘をつく。本当は練馬区出身。
イブラヒモビッチ
大谷政男が作った架空の人物。大谷曰く、牛肉を食べると元気になるワイルドな人で、家にあったサンドバッグは牛肉。
牛肉が爆発して死んだ設定。物語の最後に黙祷された。

#### 不良中学生鬼沢と3年6組
鬼沢（おにざわ）
不良中学生。給食のプリンが少ないことに逆上してクラスメイト全員の鼻を折った。
鬼沢の同級生
鬼沢にイチゴジャムとジャムパン、「頑張れ クラス一同」と書かれた色紙などの見舞い品を届ける。

#### 明男 〜 この胸の中にまだ生きている 〜
内容は定番の高校生の恋愛ラブストーリー。ただし、ヒロインは普通の女子高生だが、その交際相手と交際相手の友達の容姿が後述するような異様な容姿で、しかもそのことには一切に触れられずに内容が進む。
理絵子（りえこ）（声：名塚佳織）
明男の元恋人。明男の死後はマモルと付き合っている。
明男（あきお）（声：うえだゆうじ）
人間っぽい生き物。四つ足の外見で様々なギミックを体に搭載している。高校時代は野球部のエースピッチャーだった。理絵子に告白したときに釣り上げた魚にあたって死亡する。
マモル（声：前田剛）
人間らしき生き物。馬の下半身を持ち、明男と同様に体に多くの仕掛けがある。明男と同じ野球部に所属していたが、ずっと控えだった。現在はバイク便の仕事をしている。

#### ゴビンダ
ゴビンダ
アマゾンのインド人ガイド。口癖は「ナマステー」と「大丈V」。「ターザン」と「ターバン」を混同し、自分がジャングルの王者と勘違いした。インドが大好きで、日本でインドブームが起こることを願っている。装備している笛は臭すぎる。
旅行客先輩と後輩
「ザ・デビルタランチュラ」というバンドの一員。しかし飯を食っていくことができず、30mの大蛇を捕まえて有名になろうとアマゾンまではるばるやって来た。ゴビンダに終始振り回されっぱなしであったが、ゴビンダの「その気になれば何でもできる」という言葉に心が動き、もう一度バンドを始めることを決意したが、一年経った後もアマゾンから出られないでいた。
「ザ・デビルタランチュラ」のメンバーは全員がベース担当。

#### テーマパーク入門
野村（あだ名 ピチピチタンパン）
短パンを履いているオッサン。仕事にやりがいが付かず、ストレスで髪は抜けとうとう社長の耳にチョップした。もちろん首になった。
上松（うえまつ）
テーマパークで働いているにもかかわらず子供が大嫌い。
ジャック黒井（ジャック くろい）
野村曰く「天才医師」。テーマパークで病人も怪我人も出ないことを不満に思っている。
アホ3兄弟
3人とも「うんこ!」としか言わない。

#### さよならおじいちゃん
春三（はるぞう）（声：矢部雅史）
臨終間近の老人。薄れゆく意識の中、あの世でエスパー乳毛から受けたエスパーが現実の世界とリンクする。
エスパー乳毛（声：うえだゆうじ）
あの世で春三を迎えに来た、乳毛の生えた少年。好物はファイナル乳毛春巻。念力で春三を浮かせる。意地でも30日は浮いたままになるらしい。
一郎（いちろう）・源（げん）・トメ吉（トメきち）
春三の友人たち。戦争で亡くなってしまい、あの世から春三を迎えに来る。

#### 終末
地球が隕石の衝突で滅ぶまでに人間が今まで出来なかったことをやって死のうとする。
竹杉竹夫（たけすぎ たけお）（声：前田剛）
番組の司会者。出演者の暴露に驚くが、実は自分も司会台の裏で下半身を露出させていた。アニメではラストに「これ出さなくてよかった…」と心の中で発言している。
大林一郎（おおばやし いちろう）（声：うえだゆうじ）
演歌一筋30年のベテラン演歌歌手。だが、演歌は「うんこの付いたパフェ」の次に嫌い。普段は着物を着ているが、地球最期の日に全裸でテレビ出演した。松山愛（後述）の大ファン。ドMで変態。
松山 愛（まつやま あい）（声：名塚佳織）
大人気アイドルだが、地球最期の日に「17歳と公表していたが本当は25歳」「デビュー当時マネージャーと付き合っていた」「休みの日は自宅でもっぱら鼻くそをほじっている」「3日もパンツをかえていない」など数々の秘密を自ら暴露する。
二階堂（にかいどう）（声：内藤玲）
腹話術士で相棒の人形はケビンくんのはずだったが、本当の相棒は金だけで、ケビンくんのことは「キモい」と思っていた。去年はもう一つ人形があったが「キモい」と思いクリスマスに焼いた。名前の由来は「いっこく堂」からとった。
マジック三井（マジック みつい）（声：矢部雅史）
世界的なマジシャン。だが彼のやっていることはマジックではなく、全て超能力だった。超能力者であることがばれると日本政府に捕まって解剖されると思い込み、自分の能力は隠していた。彼の超能力で巨大隕石を跳ね返したおかげで、地球は救われた。

#### バッドニュースシリーズ
青山聡（あおやま さとし）
ニュースで清水寺と間違って紹介された。そろばんコンテストで優勝したのにニュースの扱いは酷く、アナウンサーに「電卓のほうが便利だ」と言われた。父親は無職。
ノリさん
ラーメン屋で一連のバッドニュースを見て店を出た。突っ込む度に鼻や耳からラーメンが出る。アニメのオープニングにも使われている。

#### 闘いの宇宙
ファイト野村（ファイト のむら）
料金を中途半端に支払ったため、大胸筋しか鍛えてもらえなかったファイター。尻が汚い。キシベに負け、兄と共に無職に落ちぶれた。
ネコビッチ
ファイト野村のコーチ。全額料金を支払われないと体の一部しか鍛えないというトレーニング手法を取る。
デスゴッド
ファイト野村の因縁の敵。優勝候補だったがキシベに負けた。尻は一番きれい。
バイト野村（バイト のむら）
ファイト野村の兄で元ファイター。過去の大会でデスゴッドに敗れたため、現在無職。パンの匂いを嗅いで生活している。
キシベ
貧乏な星から賞金目当てに大会に参加した。その実力は高く、デスゴッドとファイト野村を下した。しかし決勝で敗れた。尻は普通。その後、ネコビッチの元でトレーングを行ったが、料金を中途半端に支払ったため、首だけしか鍛えられなかった。だが元々実力が高かったため、次の大会では優勝した。
ゴン助
ジュース目当てに宇宙一武闘会に参加したファイター。決勝にまで勝ち進み、キシベを破り優勝する。
ダップン
1年後の宇宙一武闘会に参加したファイター。決勝にまで勝ち進むが、相手のキシベに敗れる。名前の通り脱糞しかけている。

#### サッカー
貝本（かいもと）
サッカー解説者。
山野（やまの）
三重パールズのFW。攻撃の要。ヘディングの得意な選手。後半から全身が二頭身になるくらいに頭が巨大化し、その頭で同点ゴールを決めた。
竹原（たけはら）
三重パールズのFW。力が強い。後半は無骨な防具を多数身につけ、強烈なシュートで相手のGKごと吹き飛ばす逆転ゴールを決めた。
大川（おおかわ）
三重パールズの一員。後半からは風船になり、動きが一気に軽くなった。
ロシアニコフ
三重パールズの一員。銃を所持し、マークをよせつけなかった。
仲村（なかむら）
三重パールズの左サイド。前後半通して大して変わらなかった。
立川（たちかわ）
三重パールズの右サイド。後半も特によくなったところは無かった。
DF（ディフェンダー）
三重パールズのDF。後半は5人から20人に増加。
滝本（たきもと）
三重パールズのGK。板になったので、後半はほぼ完璧。

#### ストラップマン
ストラップマン
UFOに乗っていた時、地球の空き地に墜落した宇宙人。オナラ星人とストラップ星人のハーフ。覆面レスラーのような恰好をしている。頭部から出てくる紐を携帯にストラップとしてつけることによってエネルギーを補給するが、補給には最低1週間かかるためこうじの家に半ば強引に居候することになる。尻を蹴りながら子守唄を歌ってもらうと縮む仕組みになっており、蹴られている最中は恍惚の表情をする。
氏原こうじ（うじはら こうじ）
ストラップマンが墜落した空き地の近所に住んでいる少年。小さくなったストラップマンを携帯につける形で居候させることになる。彼と出会ったことによって妹には変態だと誤解されたり、居候中の時のおせっかいで（本人曰く「役に立つための行動」）携帯をつば臭くさせられたり、意中の女子生徒の携帯に「オナラ」という文面のメールを勝手に送信されたりするなどとことん報われない。
こうじの妹
唇のイラストがプリントされているTシャツを着ている。兄であるこうじに対して「〜の貴公子」という言い回しを多用しており、ストラップマンの尻を蹴っている兄を目撃した後は「おもしろSMの貴公子」と呼んでいた。

#### 光速ライダー マッハ涼
マッハ涼（マッハ りょう）（声：うえだゆうじ）
赤髪の正義のライダー。最強のバイクとカーブテクニックを持つ。別名「峠越えのバズーカ」。
東郷（とうごう）（声：前田剛）
ゆり子を無理矢理付き合わそうとする。最強のバイクを持ち、勝負ではマッハ涼と同じくらいのカーブテクニックを持っていた。別名「峠のバズーカ」。
ゆり子（ゆりこ）（声：名塚佳織）
東郷に言い寄られていたところをマッハ涼に助けられる。最後は2人の健闘を称賛した。

#### ゾンビ
ジミー
ゾンビがあふれかえるカリフォルニアでの生き残りの一人。お尻に星型のアザがある。ヘレンの兄から生き別れの弟だと告げられたり、ピーターの親がヘレンの親と再婚したりで、最後はその場に居合わせた全員と身内になった。
ピーター
カリフォルニアでの生き残りの一人。肥満体型だが、ゾンビが入りそうになったドアを身体を張って閉めるなど頼りになる。それでも兄（ラジオDJ）の事は慕っているようでラジオDJを罵倒したジミーとヘレンを一喝した。
ラジオDJ
ピーターの兄。ラジオの番組内で自分の母親とヘレンの父親が再婚したことを発表した。オンエア中でもワインを飲むなど危機感がまったくない。
ヘレン
カリフォルニアでの生き残りの一人。一見常識人であるが、ゾンビに酷似した兄を「ゾンビっぽい」の一言で片づけるなどどこか抜けている。
ヘレンの兄
ゾンビに似た外見をしているため、ゾンビに襲われることなくジミーたちのいる家まで来ることができた。

#### 来ないよ!家庭教師
直志（なおし）（声：前田剛）
女子大生の家庭教師を心待ちにする男子高校生。
直志の父（声：うえだゆうじ）
だまされ続けていることに全く気づかず、家庭教師を待って料金を支払い続ける。女子大生と結婚しようと思っていた。来てもらうために様々な対策を行うも一向に来ず、最終的に煩悩を消して悟りを開いた。

#### 増田こうすけの一日
作者自らを漫画に登場させようという企画。
増田こうすけ（ますだ こうすけ）
作者本人。
フォーエバーハンターMASUDA（声：うえだゆうじ）
作中での増田こうすけの姿。ポイントカードや半額は自分には必要ないと思っている。ギャグの事ばかり考えているためユーモアのセンスがある。また、英語も上手。人に優しい性格。「エロい事」はぜんぜん考えていない。容姿が『ブラック・ジャック』の主人公に似ている。

#### ネコちゃんの腹筋
ネコちゃん（声：うえだゆうじ）
腹筋を割ることに強い執念を持つ二足歩行の猫。「割れてない腹筋なんてただのお腹だ」がスローガン。祖母が好き。
イタチちゃん（声：伊藤実華）
ネコちゃんのかつての友達。ネコちゃんに腹筋を触らせてもらったことがある。
ドッグトレーナー（声：前田剛）
ネコちゃんの腹筋をサイコロステーキだと思って食べたくなるが、得意な「おあずけ」で我慢する。
ネコちゃんのおばあちゃん（声：名塚佳織）
8個の内、6個の腹筋をネコちゃんに与えた。

#### マッチ売りの少女
マチ子（マチこ）
マッチ売りの少女。あまり売れ行きは良くない。マッチを誰も買ってくれないと後頭部などを燃やそうとする。マッチの精に売れるようにアドバイスをもらうが、結局全く売れず、最後は自分で燃やし尽くした。
マッチの精
マッチの精霊。日々マッチの普及につとめていて、マッチが売れないマッチ売りのためにアドバイスするのが仕事。基本的にマッチの炎の中にいるが、現実世界に出てくるには8万メガパンツ（8万枚のパンツが出てくる夢を見たときくらいのエネルギー）を必要とする。
ナッツ桜井（ナッツ さくらい）
頭がアーモンドのようになっている、謎の人物。「ナッツナッツ」とうるさい。

#### 5つ子大家族
ディレクター（声：前田剛）
五つ子を撮影するために「5つ子がいる家」を訪れた。五つ子の母が子供を一人しか出さないため、自力で残りを探す羽目になる。深手を負いながらも機転を利かせ四人は撮影することに成功した。
山本（やまもと）（声：矢部雅史）
ディレクターと共に「5つ子がいる家」を訪れたカメラマン。三介に右腕を噛まれ戦線を離脱する。
五つ子の母（声：名塚佳織）
金が足りないと言う理由で五つ子のうち五介しか撮影させないという母親。
五介（ごすけ）（声：うえだゆうじ）
怒った猫の真似が得意。四介（よすけ）として四子の身代わりを演じる。
一介（いちすけ）・二介（にすけ）・三介（さんすけ）（声：うえだゆうじ）
上位ナンバー3人。一介と二介はゲームに釣られて撮られた。
四子（よんこ）（声：伊藤実華）
タンスに隠れていたため見つからなかった。

#### 雷様さびしんぼ
「雷様」上岡（かみおか）
人に雷を落とすという雷界のタブーを犯したため、雷神（後述）に地上に落とされる。雷様は「フカフカ」の所に乗っていないと死亡するのだが、落ちた場所がたまたま家具店の柔らかいソファーの上だったので何とか助かった。心が美しくないため雲から常にずり落ちている。首が変にもろく、時速5キロくらいから急停止してむちうちになった。ピアスを開けたが化膿して白い汁が出ている。「ワイルド」とタトゥーを入れようとしたが、痛くて途中でやめたため「ワイノ」となっている。
雷神（らいじん）
雷様たちの神様。その姿を見ることはできないが、成人式には現れて祝辞を述べる。背中にしょっている太鼓をぶつけて上岡を地上に落としたが、ソファーの上に落ちた上岡を見て、雷界での生活に悲観していたことから自らも地上に飛び降りる。しかし結局はソファーから身動きがとれず、二人でソファーの上で生活することになった。攻撃力は弱いが防御力は妙に高いと知人の風神に言われているらしい。たれ下がった乳首をしている。雷神もまた雲から足が出ているが、本人は体重が重いせいだと思っている。
杉本（すぎもと）
上岡に雷を落とされた高校生。敵対している高校に乗り込んだ仲間を助けに行こうとしていたが、その後どうなったのかは不明。
怪力王梅宮（うめのみや）、ナイフ使い秋田（あきた）、映画大好き青山（あおやま）、映画大好き大橋（おおはし）
の四人。

#### はじめてのアカスリ
丸地丸蔵（まるち まるぞう）
マルチタレント。風呂は嫌いではないが極端に体を洗うのが苦手なため、全身アカだらけである。温泉のリポートで裸を晒すことになるので垢すりをすることにした。赤井親子と戦うが敗れる。
赤井すり夫（あかい すりお）
以前にテレビで見た垢すりの映像に感動し、垢すり店を始めるが、垢すりの知識が一切ないので何とかしてごまかそうとした。鼻糞をなすりつけてごまかす「ミネソタの虹」という技を親子で持つ。
赤井の息子
垢すり店の新人として出てくるが、父親同様垢すりの知識はないのでごまかそうとする。得意技は自分の手から垢を出してごまかす「ルイジアナのオーロラ」。自称「アカすり界の貴公子」。
川辺（かわべ）
赤井家の隣人。留守の間に居座っていた赤井親子と戦うが敗れる。
赤井の妻
先月から別居していた。家に帰ってきたが、夫が垢すり店を始めていたことを知らなかったので、裸の丸地を変態と間違え伝説のマザーパンチを打ち込んだ。気絶している丸地を洗濯機で洗った。
デブメガネ
赤井が垢すりを始めるきっかけとなったタレント。丸地に代わって温泉のリポートをした。

#### みのる君のために
松居（まつい）
10試合連続でヒットがないスランプ中のバッター。打てない時の口癖は「みんな死ね」。ヒットを打つために小細工を弄するが結局ヒットには繋がらなかった。
古谷（ふるや）
松居の敵チームのキャッチャー。松居の脅しに乗ってピッチャーに甘いコースへ球を投げさせる。
みのる
古谷を動揺させるために松居が考えた架空の少年。とにかく怖い風貌をしている。

#### 楽しみにしてた!社会見学
悟（さとる）
パン工場見学を楽しみにしていた少年。子供の前で醜い行動をする大人たちに逆上して暴れる。その時にK-1ファイターとしての才能が開花した。
和久（かずひさ）
バスの中で吐いた少年。吐きながら喧嘩をしている大人たちを見て、自分も吐いた。
先生
悟のクラスの担任。新米教師のため不測の事態での判断ができず、生徒たちに焼け落ちた工場を見学させようとする。
パン工場長
パン工場の責任者。パン工場が爆発したという現実から目を背けようとしている。

#### 楽しいパーティー
LV1 ホクーロ
ボディビルダー（ただし、戦闘には向かない筋肉）。同じボディビルダーの友達がいる。
LV1 バンダナ
フリーター。ホクーロの友人。
マイティ・ザック
ボディビルダー。ホクーロの友人。

#### 漫画専門学校 ハリケーン準
ハリケーン準（声：うえだゆうじ）
強力な漫力（マンガを描く力）を持つマンガ専門学校の新入生。マンガ専門学校の四天王を倒したが、最終的にはニート（本人はフリーターだと言っている）になった。ハリケーン準はペンネームであり、その前は「モッツァレラチー介」と言うペンネームだった。また父親が元漫画家で、たった3ヶ月間だが月刊ジーコで「オッス!ドジ丸君」という漫画を連載していた。投稿作品に『月刊ジーコ』5月号掲載のマンガ賞最終候補作「ファイヤーランド」、2005年の『週刊ジーコ』16号掲載のマンガ賞最終候補作「どスケベランド」があり、後者がモッツァレラチー介名義での作品。
ルーニー荒川（声：矢部雅史）
マンガ専門学校の1年生で、月刊ジーコのマンガ賞で最終候補まで残った漫力を持っていたが、評価の違いでハリケーン準に負ける。彼への貢物はペン先（丸ペン）がのぞましい。投稿作品は昨年の『月刊ジーコ』12月号掲載のマンガ賞最終候補作「ダンストゥナイト」。内容はダンスとはまったく関係の無い恋愛話。編集部にそこを指摘され、酷評された。
バナナ金田（声：前田剛）
マンガ専門学校の2年生で四天王の1人。週刊ジーコマンガ賞最終候補に残った漫力を持つが、モッツァレラチー介の時のハリケーン準の漫力に負けた。四天王の中では一番弱い。投稿作品は「WOW!あわてんぼシェフ」。
春野コスモス（声：名塚佳織）
マンガ専門学校の2年生で四天王の1人。週刊ジーコマンガ賞最終候補に2回も残った漫力を持つが、ハリケーン準に週刊ジーコを窓から投げ捨てられたため、負けた。投稿作品は「ガラスの鉄仮面」と「ベルサイユの奈良」。
ロマンス渚（声：内藤玲）
マンガ専門学校の2年生で四天王の1人。月刊ジーコのマンガ賞で佳作を受賞し、担当がつくほどの漫力を持つが、ハリケーン準の元漫画家の父親のオーラでオーラの担当の眼鏡を割られ、負けた。
画集院漫介（声：矢部雅史）
マンガ専門学校の2年生で四天王の1人。彼も『月刊ジーコ』のマンガ賞で佳作を受賞し、さらに現役の漫画家の父親を持つが、漫力の勝負で勝つ見込みが低いと判断したハリケーン準に殴られて負けた。ベレー帽を被っている。
萌やま萌まく郎（声：前田剛）
マンガ専門学校の新入生で、5年後には無事に漫画家となった。その名の通り、描いている漫画は「萌える」漫画である。

#### 巨重戦士メンタリオン
『マジンガーZ』を初めとするスーパーロボット物のパロディ。巨大ロボット・メンタリオンは地球の平和を防衛するために日夜、巨大モンスターたちと戦うが、メンタルが低いと必殺技の「ピュアビーム」の威力が低くなる。
郡上八幡ハヤト（ぐじょうはちまんハヤト 声：うえだゆうじ）
19歳でメンタリオンを操縦する若き青年。普段は黄色い戦闘スーツを着用している。一年前はピュアな心を持っていたものの、戦闘に挑む度に心が荒んでしまった。
ロボット博士（声：矢部雅史）
ピュアエネルギーシステムとメンタリオンを開発した博士。他の博士キャラに比べ、人格は比較的にマトモで彼自身がツッコミ徹している。彼が所有しているノートパソコンは非常に分厚い。
長官
声：前田剛
頻尿である。
岸
メンタリオンの新パイロットの立候補生の少年。徳島県出身。郡上八幡ハヤトとのピュアバトルに勝利して、新パイロットになるも、博士が使っていたノートパソコンからメンタリオンのピュアエネルギーシステムにコンピュータウイルスが侵入し、荒んだ心しか反応しないようになってしまっていた。
メンタリオン
得意技は「ピュアビーム」だが、現在は味噌汁みたいにたれるようなもので、最終的には自重（ハヤトいわく「ピュア重み」）で怪獣を倒している。
ロボット博士が偶然発明した「ピュアエネルギーシステム」により、パイロットのピュアな心に反応して動く。

#### 魔法少女誕生
女王
声：那須めぐみ
妖精の国の女王。怖い顔をしており、口が悪い。日本人を『死んだ魚の目をしたクズ共』と言った。顔が怖く、そのことを指摘した森の精を男子トイレの精に転任させた。
ラーメンの精
声：三瓶由布子
日本を救うために派遣された妖精。カップラーメンの中から出てきた(その際に里子に割り箸で刺され、両鼻から出血した）。少女に魔法のステッキを渡し、魔法少女ラー・メン子に変身させるのが目的。変身する時の言葉は「どさんこラーメンパワーメイクアップ」。魔法少女に変身すると、父親が全裸になるなど、美少女戦士セーラームーンの細やかなパロディが存在する。
男子トイレの精（元・森の精）
声：伊藤実華
日本を救うために派遣された妖精。森の精として活動するはずが、女王の悪口をいい、ラーメンの精に告げ口され、女王を怒らせ、男子トイレの精へ転任させられた。それ以来いつも「死にたい」とつぶやいている。最終的にはやけくそで里子の父を魔法少女にしてしまった。変身する時の言葉は「すっぽんトイレパワーメイクアップ」。
里子（さとこ）
声：名塚佳織
カップラーメン（ザ・ラーメン＜牛乳味＞）を食べようとしたところ、偶然にもラーメンの精が中に隙間なく詰まっていたことがきっかけで、魔法少女ラー・メン子に抜擢された。
魔法少女になること自体は憧れだったが、高校3年生という自分の年齢ゆえに躊躇する。しかし最近凶悪で心ない事件が増えていることもあり、結局引き受けた。変身ステッキは「ホン・ミョンボ（サッカー選手とは関係ない。ラーメンの精曰く『偶然の一致』らしい）」。
里子の父
声：矢部雅史
うっかり物流の社長。里子がラー・メン子に変身した影響で全裸になる。後に会社を辞め、男子トイレの精から魔法少女（魔法オッサン）に任命される。変身ステッキは「エムボマ」。頭に生えているのは、「ゴン中山」。
里子の弟
声：前田剛
姉が魔法少女になれば学校で自慢できると喜んでいたが、ラー・メン子のコスチュームや能力はとても自慢できるようなものではなかった。また里子の父が魔法オッサンとして変身した影響で、着ていた服の9割が破れてしまう（父親が変身すると子供の服が1対9の割合で破れるようになっている）。残りの1割は里子の左袖部分。
元祖ラー・メン子
おっさん。石油ショックの頃のおっさん。里子の着ているユニフォームにしみを残した。変身後の里子の頭に生えた「ストイコビッチ」から出た絨毯にもしみがあった。

#### 盆踊れ! ワンダフル魁
ワンダフル魁（ワンダフルさきがけ）
苗字は「川田」で「ワンダフル魁」は名前。頭頂が禿げており後ろ髪が長め、裾の短いシャツという出で立ちの中年男性。魚のような声をしている。村の盆踊り大会の先生として米原にワンコイン（500円）で呼ばれた盆踊りマスター。しかし実際は盆踊りの「ぼ」の字も知らないような素人だった（元々無職だったが、親が何かやれとうるさくて仕方なく盆踊りマスターになった）。「ワ〜ンダフル〜」と言いながら両腕をクロスさせる謎のポーズをとる。
米原（よねはら）
村の盆踊り大会実行委員会の会長を務め、ワンダフル魁を村に呼んだが結局盆踊りは中止となった。これはワンダフル魁の無力さも勿論のこと、米原自身も盆踊りに関する準備をほぼ何もしていなかったということも原因のひとつ。ワンダフル魁をやけに擁護していたが、リハーサルの時から疑問を抱くようになる。
望月（もちづき）
おそらく上京していて普段は村にはいないが、夏休みの盆踊り大会のために帰省した米原の友人。ワンダフル魁を最初から嫌っているが、彼からは初対面で告白されるほど好かれている。

#### うっかり和美
和美（かずみ）
大事な時に限ってうっかりばかりの女性。クリスマスは恋人が待っているのに車の教習所に行っていた。その恋人との結婚式では、自宅でスカパーのアンテナをつけていた。出産日には、陣痛が始まっているのにベーカリーでパンを買っていた。
和則（かずのり）
和美の恋人。大事なときに限って和美にすっぽかされているにも関わらず、結婚までした。一緒に過ごそうとおもっていたクリスマスも和美を待ち続け、結婚式では母親に「逃げられたんじゃないか」と心配され、子供が生まれようとする日には医者を呼んできたが彼女はベッドにはいないという始末。

#### 平田の世界
平田平男（ひらた ひらお）
声：矢部雅史
拳法家の青年。20歳。自身が漫画の中の人間であると気づいている。最終的にこの漫画がギャグ漫画であることに気づく。
ライバル
声：前田剛
平田の恋のライバルを自称する男。頭にパンツをかぶっており、3本の毛が生えた肩パッドを両肩に身に付けている。気配無しに平田の背後を取るなど強そうな雰囲気を見せていたが、平田にパンチ一発で倒された。
よっちゃん
声：うえだゆうじ
平田の恋人だが、風貌は海パン1丁の中年男性。
師匠
声：内藤玲
異様筋肉がついたような容姿をした武道家。平田の師匠。容姿がまったく同じ兄がいる。
兄は、平田平男の手の中から出てきた。
悪魔大王
声：うえだゆうじ
顔は中年の男で、身体(首？)はムカデで下半身はブリーフをはいている。持病が悪化し、平田と戦う前に死亡する。

#### はりきっていこう! ケガ坊や
ケガ坊や
すぐ怪我をしてしまうが、少しの怪我ではくじけない少年。少しくらいの怪我なら唾をつけておけば治ると思っている。2ページの後半のコマでは彼の怪我の原因は憑いている悪霊であることが判明。

#### リフォーマー辰巳
辰巳（たつみ）
さすらいの二級建築士。名前故か間違って匠と呼ばれるとのこと。リフォームはするが自分の部屋を勝手に増築するので顧客からの評価はすこぶる悪い。この家のリフォームをする際にもいきなり二階を封じて占領しようとするも、家族三人の頭突きで破られ、反省。真面目にリフォームをすると宣言する。結果的にあらかたきちんとリフォームをしたものの、勝手に自身の部屋を増築したため家族の怒りを買った(前に吉崎という男性の家をリフォームした際にも全く同じことをやって怒りを買っている）。星柄のバンダナを頭に巻いているが、特に大きな意味は無かった。
隆史（たかふみ）
アパートから一戸建て住宅に引っ越したものの、古い住宅であることに不満を持つ少年。父親の尻に頭突きをするという奇妙な駄々のこね方をする。かなりいやらしい性格で、たびたび歯に衣着せぬ物言いをする。
隆史の父
中古のぼろい一戸建て住宅を購入した。寿命を削って繰り出すパンチ「お父さんラッシュ」が使える。新たに購入したマイホームに、ボロとはいえ深い愛着を抱いている。
隆史の母
隆史のゲスな物言いにたびたびツッコミを入れる。

#### 玉田ボクシングジム
菊池菊介（きくち きくすけ）
ジムが始まって以来初のプロボクサー。珠美に好意を抱いており、デビュー戦に勝利したら告白する決意を固めていた。デビュー戦では隙あらばタオルを投げ入れようとする玉田を阻止しつつ勝利を果たすが、その後珠美に告白したところあえなくフラれてしまった。後に城島の属するジムへ移籍した。
玉田（たまだ）
菊地のトレーナー。「セコンドの最大の見せ場だから」という理由で、試合の際にリングへタオルを投げ入れることを強く望んでいる。そのために練習中に何度も菊地を蹴って負傷させようとしたりと、手段を選ばない。会場の注目を浴びるために10メートルもの長さのタオルを用意する。菊地のデビュー戦では菊地が少し劣勢になるたびにタオルを投げ込もうとしたが、事前に菊地に協力を要請されていた珠美に妨害されたこともあり、結局試合中に投げ入れることは叶わなかった。しかしその後菊地が珠美にフラれて愕然としたところで、念願の投げ入れを成功させることが出来た。
玉田珠美（たまだ たまみ）
玉田の娘。菊地に頼まれ、父が隙あらばタオルを投げ入れようとするのを強引に阻止する。しかし早く帰りたかったがために、「玉田がタオルを投げれば試合が終わって帰れる」とそそのかされたことで菊地を裏切る。しかしタオルはヘディングで跳ね返された。その後菊地に告白されるが、「嫌いじゃないけどムリ」と言ってフッた。
城島丈（じょうじま じょう）
もともと不良だったが、現在のトレーナーに導かれボクサーなった。その恩義に報いるため、相手のタオルの長さにツッコみつつ戦ったが、最終的には敗れた。

#### 宇宙タクシー
スペース君
おばあちゃん子の宇宙タクシー運転手。宇宙タクシーを使いこなせておらず、スイッチの構造を全く把握して無かったり、出発直前にマイペースにモッサリの散歩に行ったりと、運転手としてはかなり無能。その他、海賊に襲われた際には棚子にのみ金品を出させようとしたり、相手の海賊が弱いと分かるや罵詈雑言を浴びせたりと人間性にもかなり難がある。
田中棚子（たなか たなこ）
火星で行われる姉の結婚式のために宇宙タクシーに乗った女性。辛うじて結婚式には間に合ったものの、スペース君や海賊のせいで終始ロクな目に合わなかった。
モッサリ
スペース君に同行している、人の言葉を話す犬。異常にノミを飛ばす。出発直前に1時間ほどトイレの場所を探したが見つからず、航行中ずっと大便を我慢していた。
宇宙海賊
見た目は豪傑だが、人見知りかつ気弱な海賊。その気弱さはスペース君に煽られて泣きながら靴を舐めてしまうほど。しかし乗っている宇宙船は優秀で、火星まで一瞬でたどり着くことが出来た。パニックになると髪を引きちぎる。

#### 恋の季節!! キューピッド君
キューピッド
声：名塚佳織
天界から降りてきた恋愛の神。見た目は子供だが、黒のビキニパンツを履きたがるなど、ませた性格。願い事を叶える矢を放ち、倉田と里中の仲を取り持とうとする。しかし倉田と里中が既に付き合っていると知るや、することがなくなるのを恐れて二人の仲を引き裂こうとした。
倉田（くらた）
声：内藤玲
学友の里中に恋する青年。もし里中との恋が実らなかった場合、10年後に国会議員を全員暗殺し、捕まった後獄中で「彼女ほぴいいいい」と叫ぶらしい。里中との破局を狙ったキューピッドに下半身を動物（基本は馬、尻尾は犬、肛門は人間のまま）にされてしまう。
里中（さとなか）
声：那須めぐみ
勢いで倉田の告白にOKしたが、その判断が正しかったかどうか悩んでいる。犬好き。

#### 超合体戦士サンゴッドVオープニングテーマ
三重県の平和を守るために合体ロボ『サンゴッドV』が戦うロボットアニメ。マンガ内での架空のアニメのオープニングテーマ部分だけが漫画となっている。アニメではエンディングテーマと同じ冠徹弥が歌っている。
リュウ
濡れないように干潮時を狙って波打ち際をゆくサンゴッド3（長方形の自動車にサンゴットVの予備パーツと思われる頭部が付いているだけ）を操縦するパイロット。3人のなかで唯一名前が発覚している。自分のマシンがサンゴッドVの合体に加えられないことや、サンゴット1と2のパイロット同士の交際が腑に落ちない（サンゴッド2のパイロットに片思いしてたかは不明）様子で、歯軋りをしすぎて歯が粉々になった。母親によく反抗する。また、他のパイロットの二人がデキていることに怒りを覚え、丑の刻参りを始めた結果、最終的にはサンゴッドVの敵となる。
サンゴット1のパイロット
鳥のように大空を飛ぶサンゴット1を操縦する男。サンゴット2のパイロットとは恋人同士。
合体時にサンゴットVの頭部と胴体部分にあたる。
サンゴット2のパイロット
虎のように大地を駆け抜けるサンゴット2を操縦する女。サンゴット1のパイロットとは恋人同士。
合体時にサンゴットVの足部分にあたる。
リュウの母親
リュウのマシンがサンゴットVの合体に加えられないことや、丑の刻参りのために帰りが遅いリュウのことを心配しているが、そのたびにリュウに反抗される。

#### 今日は草むしり
攻太（こうた）
美化委員の男子生徒。根の固い草を抜こうとして両手を切ってしまった。次々と現れる謎の人物たちを自分だけが知らないことなどにツッコミを入れる。
増川先生（ますかわ せんせい）
功太たちのクラスの担任。負傷した功太に代り、草を抜きに挑む。オーラの使い手であり、それを使って草を引き抜こうとするも、根が残って失敗。しかし異次元級の指の力で根っこだけを引き抜く荒業を披露した。ちょっとしたことで新品の家電をよく壊す。
陳老師（ちん ろうし）
突如現れた、武道家のような恰好をした老人。増川にオーラを使うよう進言した。
カーン大佐
突如現れた、軍人のような男性。増川が異様な指の力を持つことを説明した。
ワイン伯爵
突如現れた、中世の貴族のような男性。名前の通りワインを片手に持っている。増川のポテンシャルについて説明しようとしたが、途中でチャイムが鳴ってしまったためほとんどしゃべらせてもらえず、二人に慰められた。

#### 子役
長谷寺（はせでら）
子役プロダクション「劇団とおまわり」の社長。異常に暗くて仕事の取れない子役たちに辟易している。しかし子どもたちを叱責したところ、机ごと強化ガラスに押し付けられる憂き目に遭った。
長谷川（はせがわ）
子役の講師。向かいのダンス教室の講師も掛け持ちしている。
梅川花子（うめかわ はなこ）

松井慶太（まつい けいた）

竹田準一（たけだ じゅんいち）
上記三人はプロダクションに所属する子役。いずれも異常に暗い顔と性格をしており、口を開けば罵倒の言葉しか出てこない。なので当然仕事は無い。にもかかわらず長谷寺に対する闘争心だけは無駄に強く、長谷寺を負傷させた。なお、同じ傾向が母親たちにも見られる。

#### ピューと吹く!ジャガー
「ピューと吹く!ジャガー」。うすた京介とのコラボ作品
ジャガージュン市（ジャガージュンいち）
花火大会の日に不幸なことばかりおこる（電気店のマッサージチェアに座れなかったり、花火を見逃したりなど）。
ピヨ彦（ピヨひこ）
ジャガーよりも幸運なことばかり起こる（マッサージチェアが壊れる直前に座れたり、花火をベストタイミングで見られたりなど）。

#### カニ通販
通販とカニ好きの男
通販を見ていた男。画面の中の商品が目まぐるしく変化するたびに、大げさに反応する。
通販会社社長
お姉さんの要望に応えて最高タラバガニ2・ズワイガニ2・毛ガニ1個を1万円にするという大奮発を見せたが、一度お姉さんが折れたのを機に一気に商品を減らしてゆき、最終的にはズワイガニの甲羅1つとカニカマ1本を1万円で発売した。
通販番組のお姉さん
異常に強気な要求で社長に大奮発を強いたが、一度折れたのを機に突然丸くなり、一気に商品を減らした。

#### パワフルライダー2号
パワフルライダー2号（佑川（すけがわ））
事故に遭い市民の平和を守るパワフルライダー2号に改造される。改造された際にとりつけられたスネの装備の模様が気持ち悪い。そのうえかなりスネがかゆい。スネの装備はマイナスドライバーでゴリゴリやったら取れた。
山岸（やまぎし）
研究所の所長。パワフルライダー2号を事故の被害者にした張本人。その際に改造する。最終的にパワフルライダー2号に倒される。
ヘラクレス野島（ヘラクレス のじま）
パワフルライダー1号。スネの装備のせいでスネがかゆい。怪人の悪口を言って心を折る戦法を得意とする。
怪人イモネズミ
敵キャラクター。パワフルライダー1号に弱点のブツブツを指摘されて敗北。
怪人ガイコツ
敵キャラクター。パワフルライダー1号に骨だらけということを指摘され、「このガリガリ野郎」という一言で敗北。
ザ・サカナ
敵キャラクター。ウロコが弱点かと思い、パワフルライダー1号はウロコについて指摘し続けたが、全然効かず、ついにはウロコ雲とまで言う始末だったが、魚臭い点が弱点だと分かり、「魚独特の臭いがするんですけど！」という一言で敗北。
ザ・ボス
その名の通り、怪人たちのボス、弱点が見つからず悪戦苦闘していた1号は、からしのような色のセーターを指摘し1号は倒したが、2号の暴力によって敗北する。しかし、自爆間際に出した「バッドメモリーフラッシュ」を食らわせ、山岸と共に自爆。
バッドメモリーフラッシュ
ザ・ボスと3人の関取が出せる技。この光を浴びた者は強制的に嫌なことを思い出す。2号がこの光を浴び、事故の記憶を思い出す。

#### 白馬で初めてのスキー
早人（はやと）
高校3年生。スキーをやりに来たが、勘違いからスキーセットを返却してしまった。彼女を持っておらず、友達も少ない。母親に旅費を負担してもらっているにも関わらず「親となんか来たくない」と言い放つなど、幼稚な言動が目立つ。
早人の母
本人はスキーを好きでなく、早人の付き添いで来た。身勝手な息子に愛想を尽かす。

#### ロック伝説
ロックバンド「ザ・マッドサタン」のメンバー4人が昨日行ったライブの反省会を行っている。反省会ではメンバー同士の責任のなすり合いとなり、バンドを脱退させるような旨の会話になっていった。1ヵ月後には全パートが旧メンバーそれぞれの知り合いへ変更され、バンドは自然消滅してしまった。
『ザ・マッドサタン』
日本のロックシーンではかなく輝いたバンド。
バンド解散後は家族以外メンバーの行方を知るものはいない（4人とも実家暮らしのため）。
横山 横司（よこやま よこし）
声 ： うえだゆうじ
ボーカル&作詞担当。「夢」を「トゥメ」と歌ってしまったりと歌い方が変。高音が異常に伸びる。
作詞センスが非常にステレオタイプで、「夢をつかむ」や「翼を広げて」などベタな歌詞ばかりで、曲名にも必ず「夢」や「ドリーム」という単語が入っている。
単行本には彼が作詞を手がけた「夢を夢で終わらせないために」の歌詞が掲載されているが、ワンコーラス分の歌詞に「夢」「ドリーム」「DREAM」の単語が合わせて13個も入っている。
船越（ふなこし）
声 ： 前田剛
ギター。バラード系の曲で頭を振ったりうちあげでギターを壊したりギターソロの所でトイレに行っていたり非常にタイミングが悪い。歯でギターを弾けるがそれも迷惑がられている。様々な色のピックを持っている。
所沢（ところざわ）
声 ： 矢部雅史
ベース担当。伊東出身。ライブ会場を盛り上げるためクラッカーをならすが、逆に盛り下げてしまう。ギターより弦が太い。
さらにクラッカーがしけって不発であることも多く、船越いわく「2つに1つはしけってる」。
桜田（さくらだ）
声 ： 内藤玲
ドラム。まったく盛り上がらない家族を必ず最前列につれてきており迷惑がられている。どこをたたいても小太鼓のような音がする。メンバーの中で唯一知り合いを紹介していない。他のメンバー三人とは敬語で話している。
『E'z』
ザ・マッドサタンのメンバーの総入れ替えによって新しく誕生したバンド。
名前の由来はメンバー4人が偶然伊豆出身だったことから名づけられた。
それなりに売れたバンドで、ヒット曲「悪魔の行進曲〜いけにえ〜」はオリコン25位を記録した。
山岡（やまおか）
声 ： うえだゆうじ
「ザ・マッドサタン」の横山が、「夢」を「トゥメ」と歌ったという理由で新しくボーカルを担当。所沢の知り合いで伊東出身。
横山（よこやま）
声 ： 前田剛
「ザ・マッドサタン」の船越が、一番盛り上がっているときにギターの弦を全て切ってしまったという理由で新しくギターを担当。所沢のダチで熱川出身。熱川バナナワニ園で働いていた。横山横司とは別人である。
田中（たなか）
声 ： 内藤玲
新しくドラムを担当。桜田の家族が来たという理由で抜擢された。横山（ザ・マッドサタン）の後輩で、下田出身。
関口（せきぐち）
声 ： 矢部雅史
新しくベースを担当。「ザ・マッドサタン」の所沢がクラッカーをならしたという理由でベースを任された。船越の知り合いで、伊豆高原の駅前の足湯につかっていた。

#### スタンプラリー
楠本（くすもと）
春子との初デートで、町内のスタンプラリーへ行く。著名なスタンプラリストが現れるたびに大げさに反応し、春子にドン引きされた。子供のころから大のハンコ好きで、中学までは友人も彼女も作らずスタンプラリーに明け暮れていた。高校進学を機にスタンプと決別したが、やはりスタンプを前にして平常心ではいられなかった。実は「伊賀のトルネード」の異名を持つれっきとしたスタンプラリスト。
春子（はるこ）
初デートでスタンプラリーマニアの本性を現した楠本や、個性的なスタンプラリストたちにツッコミを入れる。楠本との交際を続けるべきかどうか悩んだ。
春子の弟
デートで家の前に来ていた姉に、窓から唇の裏を見せるという嫌がらせをした。
広山（ひろやま）
「スタンプラリー界の兄貴」の異名を持つスタンプラリスト。スタンプを押しそこなったが、自身のプライドのために二度押しはしなかった。
イリュージョン坂上（イリュージョン さかがみ）
気が付いたら後ろにいてスタンプを押している「スタンプラリー界の魔術師」。実際は、ただの双子。
田尻（たじり）
車でスタンプを集めて回る唯一の人物である「スタンプラリー界の皇帝」。春子からは「ただの怠け者」とツッコまれた。坂上を車で轢いてしまったが、とぼけ倒した。
渋川（しぶかわ）

#### ニキビケア
Aさん

Tさん

#### ファイナルクラス替え
高校最後の年のクラス替えでの、伝説（レジェンド）二見を始めとしたクラス替えの猛者たちの攻防を描く。登場人物の名前は全員三重県の地名である。
二見岩人（ふたみ いわひと）
これまでクラス替えでは必ず美少女ぞろいのクラスに入ってきた幸運の持ち主。ゆえに1秒も彼女ができたことがないのについた異名は「美少女ハンター二見」。息が臭い。名前の由来は二見町（現：伊勢市）。
磯部（いそべ）
通称「怖い者知らずの磯部」。これまでクラス替えで確実に不良のいないクラスに入ってきたクラス替えNO.2。今回は「不良0の上に学年で2番目に可愛い川越（かわごえ）さん（名前の由来は川越町）のいるクラス」に入り二見に大ダメージを与えるが、二見に兄が暴走族に入っており、自身も昨年の3学期からちょっとグレ始めた桑名（くわな）君（名前の由来は桑名市）のことを突かれ敗北。名前の由来は磯部町（現・志摩市）。
浜島（はましま）
通称「スピードスター浜島」。クラス替えの日は誰よりも早く登校してクラス表が張り出されるやいなや一番に見る神速の男。クラス替え前日の午後6時には到着しておりクラス替えが張り出される時間まで漫画を読んでいたが、二見に自分のクラスの男子が不良ばかりであることを突かれ敗北。名前の由来は浜島町（現・志摩市）。
松阪（まつざか）
通称「親身になられ松阪」。これまでのクラス替えで必ず親身になってくれる良い先生のクラスに入った実力者。今回も「親身になってくれる上に美人の中川（なかがわ）先生（名前の由来は松阪市嬉野中川町）」が担任となったが、二見に中川先生は今年産休をとる虞があり、代わりの先生は親身になってくれない可能性があることを巧みに突かれ敗北。名前の由来は松阪市。
長島（ながしま）
通称「勉強に集中できる長島」。ガリ勉ばかりの静かなクラスに入るのがウリだったが、今回は明るく元気ハツラツとしたクラスに入ってしまい落ち込む。名前の由来は長島町（現：桑名市）。
青山（あおやま）
通称「フェスティバル青山」。学園祭で一番の盛り上がりを見せるクラスに必ず入ってきた彼だったが、目つきが変で挙動不審な奴しかいないクラスに入ってしまった。名前の由来は青山町（現：伊賀市）。
熊野熊美（くまの くまみ）
クラス替えに妙に詳しく、クラス替えの戦いの解説をする。久居久恵とは親友でずっと同じクラスだった。最終的に2人で二見を倒し、「親友伝説の熊野・久居」と呼ばれるようになった。名前の由来は熊野市。
久居久恵（ひさい ひさえ）
常識人で、クラス替えのテンションの高さに戸惑いを隠しきれず、巻き込まれたくないと思っていたが結局巻き込まれる。ツッコミ役。名前の由来は久居市（現：津市）。

#### 地底探検隊
隊長

ちびっ子たち

#### パパエクソシスト
江倉尻人（えくら しりと）

#### かくれんぼ
課長

部下

#### 親友は狼男
1人の高校生・藤田には2つの秘密があり、吠え出した犬に驚いて電柱に後頭部を強打して大量出血をしてしまったこと。そしてもう1つは藤田そのものが狼男だということである。その藤田の物語。
藤田（ふじた）
声：うえだゆうじ
満月の夜、狼男に変身できる高校生。親友のケンジに自分の正体をあかした。（しかし、後頭部を強打したことは必死で隠していた。）「なんともなかったらブルマーで体育にでろ」・「なんともなかったら30万払え（本人曰く「金額の差からもう親友じゃない」）」と言うケンジに疑問をもつ。ケンジとの戦いで全敗したことを全く認めず、一時ケンジと絶交するが、再び親友となった。
狼男になった藤田
声：うえだゆうじ
攻撃の基本は相撲だったり、1時間が好きなど変わった狼男。喧嘩はケンジの弟なみに弱い。必殺技は張り手系が多い。落ち込むと顔がうまり、1時間きっかりやる（ケンジ曰く「めんどくさい」）。
ケンジ
声：矢部雅史
藤田の親友。満月の夜、藤田（狼男）に戦いを挑まれるが、余裕で勝った。黒い一面もあり、狼男をぶん殴って窓を割ったり、一方的にラッシュしたりと親友らしかぬ行為をする。
ケンジの弟
声：名塚佳織
満月の夜、携帯電話で写真をとった。ケンジ同様黒い一面もあり、帰ろうとする狼男にカンチョーをしたり、倒れた狼男に乗ったり（しかもVサイン）していた。
次の満月の夜、狼男に戦いを挑まれ、最終的には和解をした。必殺技はチョップ系が多い。

#### フードファイタータベオ
タベオ
大食い番組で負け知らずのフードファイターだが実はサイボーグであり、胃ではなく腹の中の金庫に食べ物を貯めておくという不正をしていた。家では4匹のウサギを養っている。
ザ・ワルモノ
タベオのライバルであるフードファイター。どちらかというと小食。タベオがサイボーグであるという秘密を暴くが、結局正々堂々とフードファイトで戦って負けたため、あまり意味は無かった。
審査員
4人いる。大食い番組は食べ物が大量に必要という理由で、何も食べられず空腹状態。

#### 寿司っ子!寿伸君
寿司職人日本一決定戦で優勝を目指す寿伸とライバルとの戦いを描くが、寿伸を含め、登場する職人たちはみな寿司を握る上での常識や基本事項についての理解が不足している。　
寿伸（ひさのぶ）
主人公。一応まともに寿司を握る技術はあるが、スーパーでネタを買ったり、一日置いて鮮度の落ちたカツオを大会に使うなど、寿司に対する知識と常識に疎い。
山森さん（やまもり）
一回戦での寿伸の対戦相手。寿伸のカツオの握りに対して、ネタとして余りにも格下なかっぱ巻きで無謀にも勝負し、敗れる。
ディープ鈴川（‐すずかわ）
二回戦の対戦相手。寿伸と同じくカツオの握りで勝負するが、二日前の鮮度の落ちたネタを使用したため、一日前の寿伸のカツオより味が悪くなり、敗れた。築地市場の場所を知らない。
山口（やまぐち）
ディープ鈴川が一回戦で対戦した相手。自転車のチェーン交換をして手が汚れたまま寿司を握ったので、審査員に食べることを拒否され敗北。
早坂（はやさか）
回転寿司屋で働いている、一応プロの寿司職人（寿伸らはアマチュア）。対戦前に大会が中止になったため、実力のほどは不明。
重沢豪造（しげさわごうぞう）
グルメ界の重鎮で寿司職人日本一決定戦の主催者だが、寿司を「シースー」と言ってしまうため審査員にはなれなかった。三回戦で二回戦の鮮度の落ちた寿司により審査員が腹痛で欠席し、審査を代わりにしようとするが禁止されていたシースー発言により失格。審査員がいなくなった為大会が中止された。
巻子（まきこ）
寿伸の恋人。非常にアバウトな性格で大会に一度も応援に来なかった。

#### 銭湯に行こう
スーパー銭湯「のぼせ湯」が10周年記念で料金300円と記念品につられて入った二人の脱出劇。
湯川（ゆがわ）
声：うえだゆうじ
安さと記念品につられて入った学生。銭湯は満員で空いているロッカーを探すのに1時間はかかった。偶然出会った船木と一緒に脱出を試みるが、途中でメガネのレンズが割れ、ガラスで傷を負ってしまった。
船木（ふなき）
声：前田剛
安さと記念品につられて入った学生。途中で脱水症状をおこし、脱出を試みる。
のぼせ湯
10周年記念で料金を通常1000円から300円にしている。記念品も進呈している。「ミルク風呂」、「ローズ風呂」、「釜風呂」などいろいろある。だが、入る人は全員安さと記念品めあてなので座れないほど満員で死者がでるほどである。11周年キャンペーンも行っている。（ギャグマンガ日和＋上巻の初回限定としてのぼせ湯の記念品がついてくる）

#### 狂暴エイリアン
21XX年、宇宙ステーション「そばかす」にエイリアンが侵入。残された職員5名の脱出劇を描く。
無重力大好き根岸 (むじゅうりょくだいすきねぎし)
声 ： うえだゆうじ
職員の一人でマザコンボーイ。不手際やいいわけが多く、いまひとつ仲間と打ち解けられない。
殊勝な言葉を残して何度もエイリアンの餌食になるが、異常な生命力で全く死ぬ気配がない。
エンジニア山口（エンジニアやまぐち）、通信士タナカ（つうしんしタナカ）、ドクター中井（ドクターなかい）、物理学博士スエヒロ（ぶつりがくはかせスエヒロ）
声：内藤玲（山口）、矢部雅史（タナカ）、名塚佳織（スエヒロ）、前田剛（中井）
職員4名。鬱陶しい根岸に不満を持っている。脱出の際、今生の別れと思い根岸にぞんざいなあだ名（ネギ）をつけてやるが、生還した根岸との距離は縮まらなかった。
エイリアン
ハサミムシ状の巨大な怪物。浮かれて注意を怠った根岸の操縦する宇宙船に張り付き、ステーションに侵入。根岸を襲って何度も大出血させたが、結果的にほぼ無傷であった。最期は脱出する宇宙船に追い縋って大気圏に突入し、口中の根岸を残して焼け死んだ。

#### 恋のラブソングを君に
笹島聖斗（ささじま せいと）
声：うえだゆうじ
デビューしたての歌手。
「君の為に今・・」というタイトルの曲を発表するが、その曲の2曲目を聴くとなぜか嘔吐したり蕁麻疹が出るなどの怪奇現象が起こり、さらにマネージャー（声・伊藤実華）からは「糞同然」と言われる。恋人の麻理亜もこの曲のせいで入院している。
その2曲目は死者が出るほどのデスソングでありその死者は666人にも上った。
砲丸投げの日本記録保持者らしい。
麻理亜（まりあ）
声：名塚佳織
笹島の恋人。
笹島が作った曲は彼女のために作った曲だが、その曲の2曲目のせいで嘔吐するなどの症状を持ち入院している。
入院中に笹島からプロポーズを受けるが、退院の日に笹島が妹の入れ歯を見ているのを、キスしたと勘違いしてしまい笹島に別れ話を持ちかけようとするが、笹島が発表した2曲目を聴かされ歯が全て抜ける。
女子1500mの日本記録保持者らしい。
笹島の妹
声：伊藤実華
笹島が発表した2曲目を聴かされ歯が全て抜けてしまい入れ歯を入れている。

#### ラストコンサート
結成して3カ月の5人組アイドルユニット「レイン坊」のラストコンサート。しかしその5人にはそれぞれ欠点があった。
飯田（いいだ）
リーダー。後述の他の4人の欠点を全て併せ持っている上に、更にコンサートで歌っている最中に「猫背になる」「デヘッと言う」「ダジャレを言う」という、3つの新たな癖が出てしまった。
水野（みずの）
ステージに上ると緊張して身体がかゆくなってかきむしってしまう。
立川（たちかわ）
歌い始めるとつい癖で口の周りをペロペロ舐めてしまう。
今本（いまもと）
デビュー以来ずっとひどい花粉症を患っており、すぐに鼻水をたらしてしまう。
後藤（ごとう）
歌う時にどうしてもアゴをしゃくれさせてしまう。

#### タイムトラベラーケン
WJ2010年02号の10周年記念として掲載された。いわゆる「親殺しのタイムパラドックス」を題材としている。
ケン
タイムトラベラー。高校時代に「どすけべヘンタイ」というあだ名をつけられた過去を変えるためにタイムトラベルを繰り返したが、その出来事がタイムトラベルの方法を発見したきっかけだったためにジレンマに陥ってしまう。未来ではタイムトラベルを悪用した助手のドジ松と立場が逆転しており、隙を見て現代のケンにタイムトラベルの方法をドジ松に教えないように忠告しにくるがそのたびにドジ松に見つかって連れ戻されている。
ドジ松（ドジまつ）
ケンの助手。口癖が「ゲス」だが、たまにケンのことを口癖にまぎれて「ゲス野郎」と罵倒している。「タイムトラベルを悪用する可能性がある」とケンからまだタイムトラベルの方法を教えてもらっていないが、「教えないなら惚れている花屋の植松さんにあだ名のことをバラす」と脅迫する。未来ではタイムトラベルの力でケンと立場が逆転しており、彼に「キング様」と呼ばせている。

#### 眠れ雪男
雪男
高山と直哉が雪山で遭難したときに助けてもらった雪男。雪男のクセに何もかもが人並みだったり、反省が好きなど変わっている。
高山達を助けたお礼に高山の家に泊まる。
高山登 (たかやま のぼる)
雪山の登山中に遭難し雪男に助けてもらった。
助けてもらったお礼に雪男を自宅に泊まらせる。
直哉 (なおや)
高山と共に雪山を登っている高山の友人。遭難中に寝てしまっている（その際、奇妙な夢を見てしまっている）。
小学生のとき足を骨折しているにも係わらず遠足に行った過去を持つ。
高山の妹
レディース。雪男が自分の彼女にしようとする。自宅に来た雪男を「化け物!」と叫び気絶させる。
動物が苦手らしい。

#### ランプの精
福山 (ふくやま)
就職活動に悩む青年。拾ってきたランプの中から出できたランプの精に自分の職を探すようお願いする。
しかしランプの精が紹介した仕事は、「白のブリーフに刺繍をする仕事」「漉し餡が入っている袋には漉し餡と書いて、粒餡が入っている袋にも漉し餡と書く仕事」「控えすぎザクラの仕事(さくらが休みの場合に代わりにそのさくらの代わりに仕事を行うのを控えザクラといい、その控えザクラも休みのときをその控えザクラに代わって仕事を行うのを控えすぎザクラという)」など、どれもやりがいのないものばかり。結局給料が良いという理由で2番目の仕事にするが、実は「控えすぎザクラ」の仕事を選ぶと「スミレ」という恋人ができる。しかし本人はそのことを知らず、工場のある群馬へと行ってしまった。
ランプの精
福山の拾ったランプから出てきたランプの精。就職活動に悩む福山に様々な仕事を紹介するが全てやりがない。
一回こすると時速20km程で飛び出るという（福山は2、30程こすったため、ランプの精はマッハで壁に叩きつけられた）。

#### モデル
男
モデルのような顔立ち、スタイルをしている主人公。しかし、写真を撮る際に首を引っ込めすぎたり、極端に猫背になったりと中間のない男。
モデル事務所社長
主人公をスカウトしたモデル事務所の社長。歩いてる主人公をスカウトしたのはいいものの、中間のない男だと分かり結局彼をモデルにしてあげることはできなかった。
カメラマン
モデル事務所の専属カメラマン。中間のない男を社長がスカウトしたため、社長が何か嫌なことがあったのではないかと心配なる。
ベンジャミン
社長の友人のデザイナー。片方だけのサングラスをかけている。のちに彼も主人公をスカウトする。

#### 荻原刑事の密室殺人事件
荻原（おぎわら）
刑事。すべての奥歯がグラグラしている。とある旅館で起きた殺人事件の捜査をしている。
山口（やまぐち）
32歳。被害者。臀部を鈍器のようなもので殴られ「ギャース」と叫び絶命。
田尻一男（たじり かずお）
35歳。会社員。妻と旅行中に殺人事件に遭遇する。
田尻和江（たじり かずえ）
34歳。一男の妻。一男と旅行中に殺人事件に遭遇する。
小塚広重（こづか ひろしげ）
43歳。文具店店主。一人旅の滞在中に殺人事件に遭遇する。
黒久保光子（くろくぼ みつこ）
32歳。旅館の女将であり、悪の化身。額に「悪」の文字がある。この事件の犯人で動機は人類抹殺計画の第一歩だったとのこと。